# Kassel Huskies
Die Kassel Huskies (aktuelle Bezeichnung: EC Kassel Huskies) sind eine Eishockeymannschaft aus Kassel, die derzeit in der DEL2 antritt. Die zugehörige Marke ist auf die KSE Kassel Sport & Entertainment GmbH registriert.
Die Huskies steht in der Tradition der am 14. August 1967 gegründeten und 1987 in Insolvenz gegangenen Eissport-Gemeinschaft Kassel e. V. (ESG) sowie des 1987 gegründeten Nachfolgevereins Eissport-Club Kassel e. V. (EC). Ab 1994 war der Spielbetrieb dann in der EC Kassel Huskies Sportmanagement GmbH organisiert, die zu den Gründungsmitgliedern der Deutschen Eishockey Liga gehörte.
Die größten Erfolge feierte der Club im Jahre 1997 als deutscher Vizemeister und 2004 als deutscher Vizepokalsieger.
Nach der Saison 2009/10 fand der Profisport durch Lizenzentzug infolge eines Insolvenzantrags ein vorläufiges Ende.
Zur Saison 2010/11 wurde die vormalige Profimannschaft daraufhin vom 2001 gegründeten Eishockey Jugend Kassel e. V. (EJK) unter dem Namen EC Kassel Huskies in der Hessenliga neu aufgebaut. Die vorrangig aus (ehemaligen) Nachwuchsspielern zusammengestellte Mannschaft konnte gleich in ihrer ersten Saison die Meisterschaft erreichen und stieg zur Saison 2011/12 in die Oberliga West auf. Zwei Jahre später schaffte man mit dem Aufstieg in die DEL2 die Rückkehr in den Profi-Betrieb zur Spielzeit 2014/15.
Fortan wurde der Spielbetrieb in die vom damaligen Hallenbetreiber Simon Kimm und Joe Gibbs neu gegründete KSE Kassel Sport & Entertainment GmbH überführt, an der der EJK e. V. nicht beteiligt ist. 2017 ging die Eigentümerschaft über Eissporthalle Kassel und KSE GmbH auf Joe Gibbs allein über, ab 2021 erfolgte die schrittweise Übertragung von Halle und Club an den Investor Paul Sinizin als Eigentümer bzw. alleinigem Gesellschafter. Entgegen der bisweilen selbst genutzten Bezeichnung „Verein“ handelt es sich bei den Kassel Huskies damit um ein Wirtschaftsunternehmen in 100 % Privatbesitz.
2016 konnten die Kassel Huskies die DEL2-Meisterschaft erringen.

## Geschichte

### Eishockey in Kassel vor und nach Vereinsgründung (bis 1980)

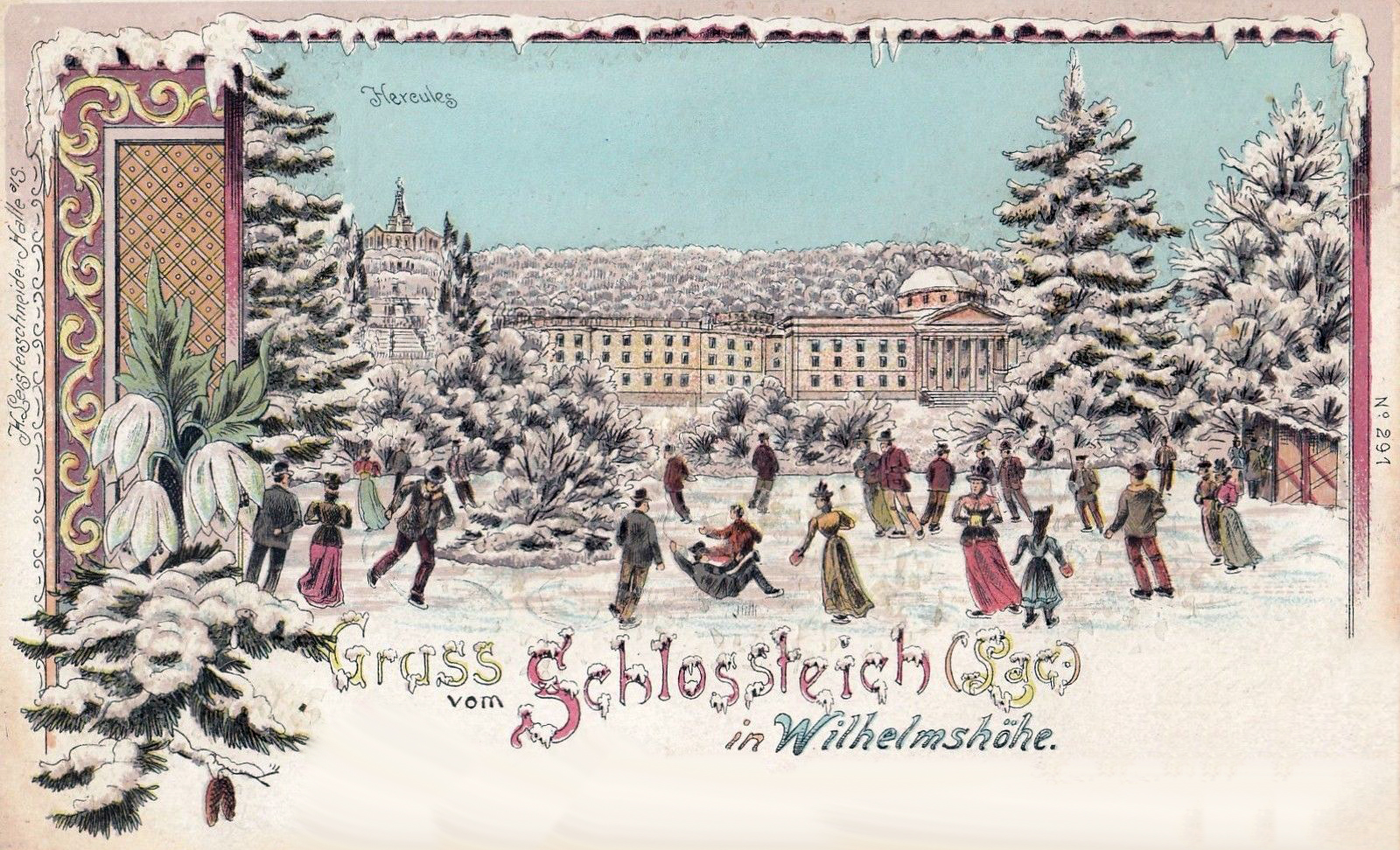
Schlittschuhlaufen auf dem Schlossteich, Winter 1900–1901

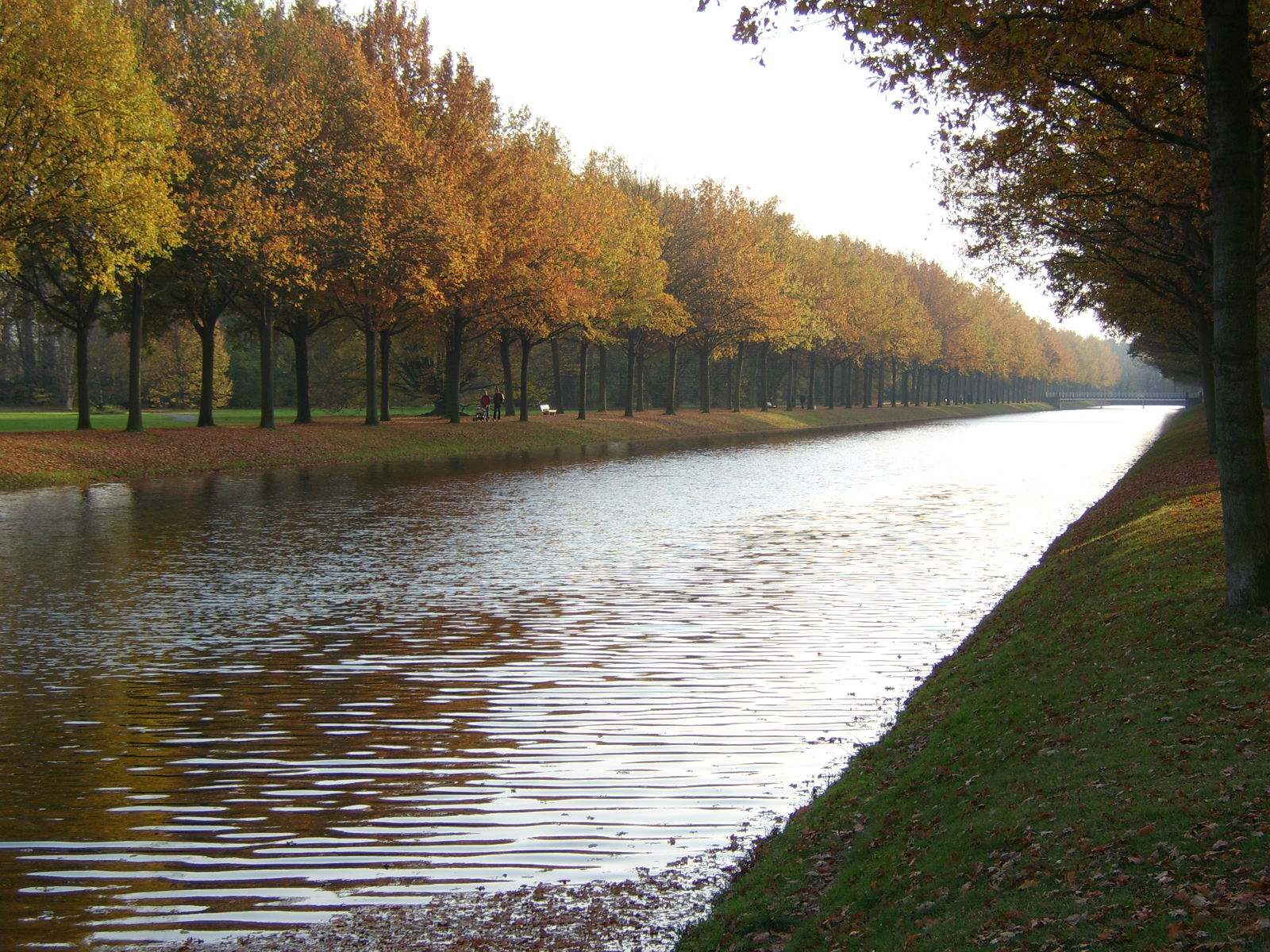
Karlsaue

Die Karlsaue war bereits im 19. Jahrhundert ein beliebter Ort zum Schlittschuhlaufen im Winter. Schlittschuhlaufen wurde in Kassel „Schrittschuhlaufen“ genannt. Ein Foto des Hoffotografen Carl Eberth aus dem Jahr 1926 zeigt, wie Jugendliche Eishockey auf der zugefrorenen Fulda spielen.
1966 kam Helmut Spohr (ein ehemaliger Fußballspieler des KSV Hessen Kassel) auf die Idee Eishockey in Kassel einzuführen, dieser Gedanke entstand während des Schlittschuhlaufens auf dem gefrorenen Teich in der Karlsaue.
Spohr stellte daraufhin zusammen mit Viktor Klement das Tennisgelände des ESV Jahn Kassel im Aschrottpark zur Verfügung, auf dem anschließend mit Wasserschläuchen im Winter für die entsprechende Eisfläche gesorgt wurde. Durch die unregelmäßigen Wetterbedingungen wurde dieses Vorhaben jedoch erschwert und nur an Wintertagen ermöglicht.
Die in der Freizeit ausgetragenen Eishockeyspiele erlangten großes Interesse, sodass ebenso die Geschichte des ersten Eishockeyvereins aus Kassel nicht lange zurückreicht. Die damals noch als ESG Kassel bekannte Eissportgemeinschaft wurde am 19. Februar 1977 gegründet, als im selben Jahr die Kasseler Eissporthalle von Edith und Simon Kimm, den damaligen Geschäftsführern, in Betrieb genommen wurde. Mit der Eröffnung der Eissporthalle wurde somit eine überdachte Spielstätte für den Eishockeysport geschaffen.
Eine Sportart auf dem Eis in einer überdachten Halle war im Jahre 1977 etwas ganz Neues in Kassel. Noch im Jahr der Eröffnung startete die ESG Kassel in der Saison 1977/78 ihre erste Spielzeit in der Regionalliga, der damals vierthöchsten Spielklasse, und trug am 30. Oktober 1977 unter dem kanadischen Trainer Danny Coutu das erste offizielle Heimspiel aus. Vor respektablen 900 Zuschauern verlor die Eissportgemeinschaft aus Kassel dieses Spiel jedoch mit 2:5 gegen den SV Brackwede. Da das Interesse an dieser in Nordhessen neuen Sportart offensichtlich groß war, kamen trotz anfänglicher Niederlagen teilweise bis zu 3.000 Zuschauer und Kassel etablierte sich obgleich der ersten Vereinssaison im Mittelfeld der Liga.
| Saison  | Liga | Vorrunde | Endrunde |
| ------- | ---- | -------- | -------- |
| 1977/78 | RL   | 5. Platz | keine    |
| 1978/79 | RL   | 5. Platz | keine    |
| 1979/80 | RL   | 1. Platz | 3. Platz |

Um überhaupt eine Eishockeymannschaft aufstellen zu können, liefen für das Team anfangs ebenso Spieler auf, die zuvor in anderen Sportarten tätig gewesen waren. Dessen ungeachtet trat der Verein in seiner Anfangsphase überwiegend nur mit zwölf oder 13 Spielern an. Ein Beispiel stellt der damalige Stürmer Willy Kurrat dar, der mit seinen 52 Jahren zuvor die Fußballmannschaft des KSV Hessen Kassel trainiert hatte. Mit ihm belegte der Verein in seinen ersten beiden Spielzeiten den fünften Platz in der Vorrunde.
Für den ersten sportlichen Erfolg sorgte die ESG Kassel zusammen mit Gerry Hoag und Eric Wolf, die beide in der Regionalliga-Saison 1979/80 die erste kanadische Sturmreihe in der Geschichte des Vereins bildeten. Vor dem VERC Lauterbach und dem EC Nordhorn wurde die Eissportgemeinschaft im Jahre 1980 Meister der Regionalliga Süd-West und stieg bereits drei Jahre nach Vereinsgründung in die Oberliga auf, als sie die Aufstiegsrunde mit dem 3. Platz erfolgreich absolvierten.

### Aufstieg in die 2. Eishockey-Bundesliga und Konkurs der ESG (1980–1987)
Auch in der dritthöchsten Spielklasse etablierte sich der Aufsteiger schnell. Mit Herbert Heinrich und Shane Tarves – den bis heute einzigen Spielern, deren Trikotnummern in Kassel gesperrt wurden – verzeichneten sie ebenso in der Oberliga erste Erfolge. Bereits in den ersten beiden Jahren spielte der Verein als eine der besten drei Mannschaften der Vorrunde um den Aufstieg in die 2. Bundesliga.
| Saison  | Liga  | Vorrunde | Endrunde   |
| ------- | ----- | -------- | ---------- |
| 1980/81 | OL    | 3. Platz | 4. Platz ↑ |
| 1981/82 | OL    | 2. Platz | 2. Platz ↑ |
| 1982/83 | OL    | 1. Platz | 5. Platz ↑ |
| 1983/84 | 2. BL | 7. Platz | 1. Platz ↓ |
| 1984/85 | 2. BL | 6. Platz | 1. Platz ↓ |
| 1985/86 | 2. BL | 3. Platz | 5. Platz ↑ |
| 1986/87 | 2. BL | 2. Platz | 7. Platz ↑ |

↑ ↓ Auf-/Abstiegsrunde der jeweiligen Liga
Der Aufstieg wurde dennoch in der Endrunde 1980/81 knapp verpasst. In der darauf folgenden Spielzeit war Kassel zwar aus sportlicher Sicht aufgestiegen, jedoch konnte aufgrund der fehlenden finanziellen Mittel der Einzug in die 2. Bundesliga nicht erfolgen. Mit finanzieller Unterstützung der Stadt Kassel erlangte die Mannschaft dessen ungeachtet in der Saison 1982/83 unter Jorma Siitarinen, dem damaligen Trainer, nach drei Jahren Drittligazugehörigkeit den Oberliga-Meistertitel und stieg in die 2. Eishockey-Bundesliga auf.
Erfolgreich verzeichnete die „ESG“ in den ersten beiden Jahren den Klassenerhalt mit dem jeweils ersten Platz in den Relegationsrunden der Saison 1983/84 und 1984/85 und etablierte sich in der zweiten Liga. Bereits in der dritten Saison nach dem Aufstieg konnte die „ESG“ in der Saison 1985/86 um die Qualifikation zur ersten Bundesliga spielen.
Der schnelle Aufstieg der Mannschaft wurde in den ersten Jahren der Zweitklassigkeit finanziell nicht bewältigt, denn trotz des sportlichen Erfolges des Kasseler Eishockeyvereins mangelte es am finanziellen Hintergrund. Zwar investierte der Verein in viele Neuzugänge wie Dave O’Brien und Miroslav Dvořák – dem Zugang von den Philadelphia Flyers aus der NHL – doch fehlten dann in der Relegationsrunde 1985/86 zwei Punkte und drei Tore für den Aufstieg in die erste Eishockey-Bundesliga. Ein ausschlaggebendes Aufeinandertreffen in dieser Saison war das Spiel gegen Eintracht Frankfurt – den heutigen Löwen Frankfurt und Erzrivalen der „Huskies“ – in dessen Verlauf aus einer 3:0-Führung noch eine 3:4-Niederlage wurde.
Auch in der darauf folgenden Saison 1986/87 verpasste der Verein trotz seiner kostenintensiven Spieler in der Relegationsrunde den Aufstieg in die 1. Eishockey-Bundesliga, was eine finanzielle Krise bedeutete. Wegen der hohen Kosten der Mannschaft musste der Verein 1987 Konkurs anmelden.

### Vom Neubeginn als EC Kassel bis zum Gründungsmitglied der DEL (1987–1994)
Am 16. Mai 1987 erfolgte der wirtschaftliche Neubeginn des Eishockeyvereins. Als Nachfolger der in Konkurs gegangenen „ESG“ wurde der Eissport-Club Kassel e. V., kurz EC Kassel (ECK) gegründet. Durch die hohen Kosten in der 2. Bundesliga entschloss sich der Club zum Ende des Spieljahrs 1987/88 aus der zweiten Liga zurückzuziehen und freiwillig in die Oberliga abzusteigen. Zusätzlich mussten viele Neuzugänge aus den letzten Jahren den Verein wieder verlassen. Richard Piechutta, der neue Trainer des „ECK“, versuchte demzufolge zur neuen Spielzeit mit Shane Tarves und zwölf Spielern aus der Jugendabteilung eine neue Mannschaft aufzustellen. Dieses Vorhaben gelang dem Trainer unerwartet und bereits in der Saison 1988/89 schaffte es der Verein, erneut um die Qualifikation zur 2. Bundesliga mitzuspielen.
| Saison  | Liga  | Vorrunde | Endrunde      |
| ------- | ----- | -------- | ------------- |
| 1987/88 | 2. BL | 3. Platz | 6. Platz ↑    |
| 1988/89 | OL    | 4. Platz | 9. Platz ↑    |
| 1989/90 | OL    | 3. Platz | 6. Platz ↑    |
| 1990/91 | 2. BL | 6. Platz | 1. Platz ↓    |
| 1991/92 | 2. BL | 1. Platz | 7. Platz ↑    |
| 1992/93 | 2. BL | 5. Platz | Viertelfinale |
| 1993/94 | 2. BL | 2. Platz | Vizemeister   |

Mit der Hilfe von Martin Lepper, dem beauftragten Konkursverwalter, schrieb der Eishockeyclub Kassel wieder „schwarze Zahlen“ und konnte sich infolgedessen ohne Geldsorgen weiterhin auf den sportlichen Erfolg konzentrieren. Mit einem neunten Platz in der Qualifikation verpassten sie gleichwohl im Jahre 1989 den direkten Wiederaufstieg in die zweithöchste Spielklasse, im Anschluss daran gelang dennoch im Spieljahr 1989/90 die Rückkehr in die zweite Liga. Der Verein spielte somit wieder in der Liga, in der er drei Jahre zuvor noch um die Qualifikation zur höchsten deutschen Eishockeyliga mitwirkte.
Während der erneuten Zweitklassigkeit musste der Verein im ersten Jahr zwar noch um den Klassenerhalt spielen, schloss die Qualifikation zur 2. Bundesliga ungeachtet dessen mit einem ersten Platz ab und sicherte sich dadurch den Verbleib in dieser Liga. Die folgenden drei Spielzeiten wirkte die Mannschaft in der oberen Tabellenhälfte mit, wodurch Anfang der 1990er Jahre die erneute Möglichkeit bestand, an der Qualifikationsrunde zur 1. Bundesliga teilzunehmen. In der Endrunde 1992/93 scheiterte die Mannschaft gleichwohl schon im Viertelfinale der neu eingeführten Play-offs gegen den ES Weißwasser knapp mit 2:3-Spielen und musste sich im letzten Spiel der Best-of-Five-Serie nach Verlängerung mit 6:7 geschlagen geben.
Nachdem sich die Kasseler daraufhin in der Saison 1993/94 erneut für die Play-offs qualifiziert hatten, erreichten sie mit Siegen gegen den ES Weißwasser und den EHC 80 Nürnberg die Finalrunde und spielten um die Meisterschaft der 2. Bundesliga. Im Finale der Play-offs mussten sich die Nordhessen zwar gegen den Augsburger EV mit 1:2-Spielen geschlagen geben, erlangten trotz der Niederlage mit dem damaligen Trainer Ross Yates letztendlich den Zweitliga-Vizemeistertitel. Mit diesem bis dahin größten Erfolg für den Verein, schaffte es die Mannschaft zur Spielzeit 1994/95 eines der Gründungsmitglieder der neuen Deutschen Eishockey Liga zu werden.
Ausschlaggebend für die Gründung der neuen Eishockeyliga waren die vielen Insolvenzen der zweiten Bundesliga, wodurch aus insgesamt 18 Mannschaften der ersten und zweiten Liga die eigenständige Deutsche Eishockey Liga entstand. Die meisten Vereine benannten sich daraufhin aus Vermarktungsgründung um und benutzten Pseudonyme aus der Tierwelt. Die National Hockey League aus Nordamerika diente hierbei zum Teil als Leitbild.

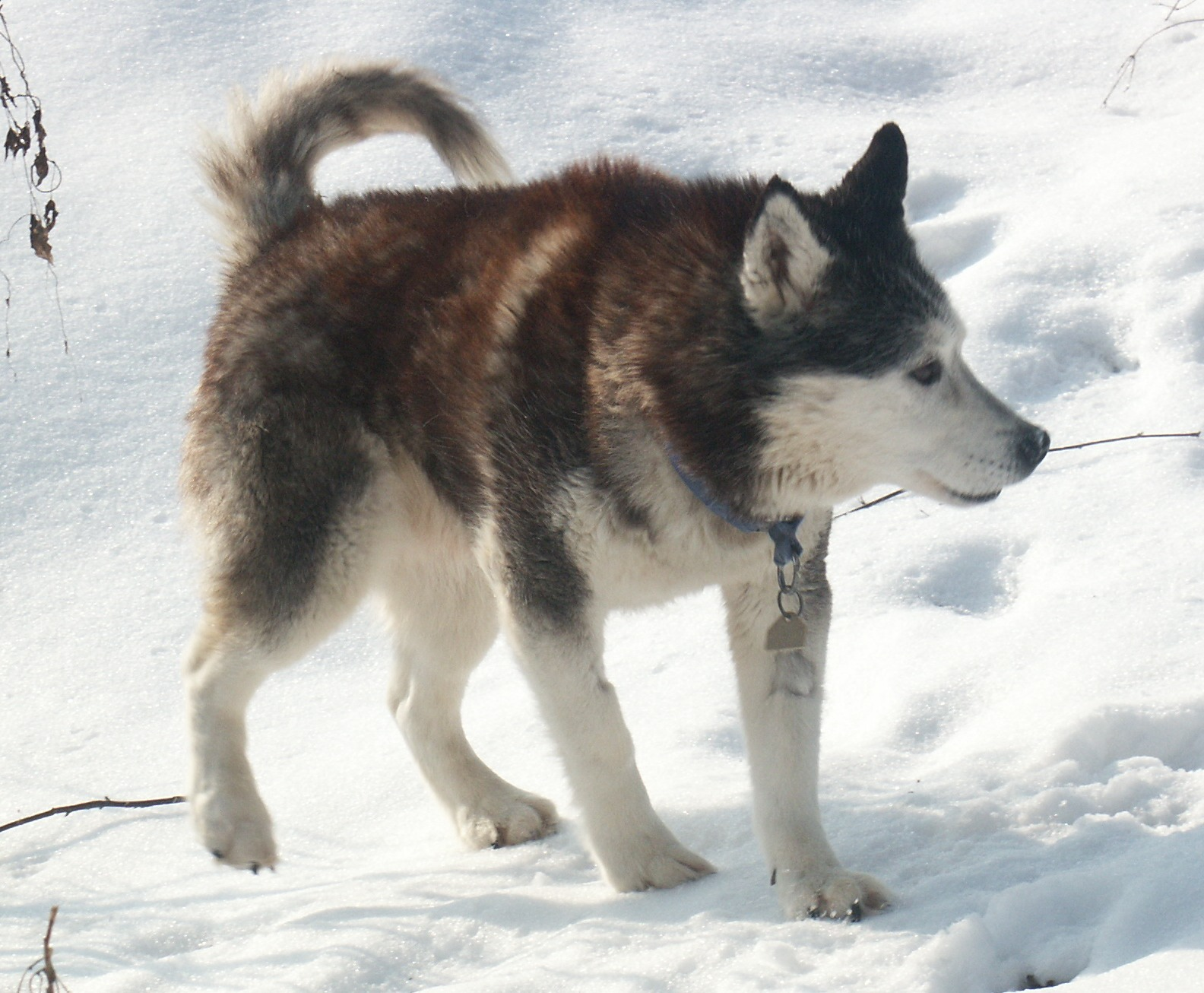
Der Namensgeber der Kassel Huskies: Der Siberian Husky

Zum ersten Mal in der Vereinsgeschichte erreichte der Club aus Kassel die höchste deutsche Spielklasse im Eishockey und benannte sich daraufhin zum Start eines neuen Geschichtsabschnitts in Kassel Huskies um. Als Vorbild der Namensgebung diente der sibirische Husky, wodurch die „Huskies“ des Öfteren auch „Die Schlittenhunde“ genannt werden.
Mit der Einführung der DEL wurde die Profimannschaft in die EC Kassel Huskies Sportmanagement GmbH ausgelagert. Der Stammverein der GmbH, die Eishockey Jugend Kassel e. V., fungiert heute als Kooperationspartner und ist für den Eishockeynachwuchs sowie die Damenmannschaft zuständig.

### Erfolgreiche Jahre in der Deutschen Eishockey Liga (1994–1998)
Die ersten Jahre in der Deutschen Eishockey Liga waren für die „Huskies“ aus Kassel überraschend erfolgreich. Obgleich sich das Team in der Vorrunde der Saison 1994/95, abgeschlagen von den favorisierten Mannschaften, nur im Mittelfeld der Liga befand, schloss es die Saison dennoch als beste Mannschaft ab, die aus der zweiten Liga mit in die DEL einzog. Zusätzlich schafften sie in den ersten beiden Jahren den Sprung in die Play-offs, in denen sie zwei Spielzeiten in Folge das Achtelfinale gegen die Frankfurt Lions bestritten. Der Erzrivale aus Südhessen wurde sowohl 1994/95 mit 4:1-Spielen als auch 1995/96 mit 3:0-Spielen deutlich besiegt und somit das Viertelfinale erreicht. Diese Spielzeiten waren für die bis heute andauernde Rivalität beider Vereine von großer Bedeutung.
Auf der Ebene der Geschäftsleitung übernahmen Gerhard Swoboda und Uli Egen im Jahre 1995 die Ämter des Vereinspräsidenten und Managers. Martin Lepper, der bis dahin tätige Konkursverwalter, der 1990 den Kassel Huskies aus der finanziellen Krise verhalf, beendete aufgrund der erneuten stabilen wirtschaftlichen Lage der „Huskies“ seine Amtszeit in Kassel.
| Saison  | Liga | Vorrunde  | Play-offs     |
| ------- | ---- | --------- | ------------- |
| 1994/95 | DEL  | 7. Platz  | Viertelfinale |
| 1995/96 | DEL  | 9. Platz  | Viertelfinale |
| 1996/97 | DEL  | 3. Platz  | Vizemeister   |
| 1997/98 | DEL  | 11. Platz | keine         |

Im gleichen Jahr wurde das „Bosman-Urteil“ rechtskräftig, welches unter anderem regelt, dass Profi-Spieler in der Europäischen Union nach Ende des Vertrages ablösefrei zu einem anderen Verein wechseln dürfen. Dieser Beschluss öffnete den europäischen Markt, wodurch Gerhard Brunner, der damalige Trainer des Kasseler Eishockeyclubs, so viele ausländische Profis nach Kassel holte, wie es vor ihm noch kein Trainer getan hatte. So kam unter anderem der amtierende Olympiasieger Roger Hansson nach Kassel, der bei den Olympischen Winterspielen 1994 mit der schwedischen Nationalmannschaft die Gold-Medaille gewann.
Den bisher größten Erfolg der Vereinsgeschichte errangen die „Schlittenhunde“ in der Saison 1996/97 als deutscher Vizemeister. Nachdem die Mannschaft die Vorrunde auf Platz drei abgeschlossen hatte, qualifizierte sie sich direkt für die Teilnahme an den Play-offs. Dort besiegten sie zunächst nach 3:0-Spielen die Starbulls Rosenheim sowie anschließend die Eisbären Berlin nach 3:1-Spielen. Zum ersten Mal schaffte es der Verein am Finale der höchsten deutschen Eishockeyliga teilzunehmen und trat somit gegen die Adler Mannheim an, die zu den zwei besten Mannschaften der Vorrunde gehörten. In den letzten Duellen der Endrunde galten die Nordhessen zwar als Außenseiter im Play-off-Finale, ungeachtet dessen versuchte das Team bis zur letzten Minute, den Mannheimer Adlern ebenbürtig zu sein und die Meisterschaft zu gewinnen.
Das Interesse in Kassel für den Eishockeysport wurde durch diesen Erfolg so groß, dass für das einzige Final-Heimspiel geschätzte 20.000 Karten verkauft werden könnten. In den Messehallen Kassel kamen 3.500 Zuschauer zur Live-Übertragung. Die Enttäuschung der Fans saß tief, als das Play-off-Finale mit 0:3-Spielen verloren ging, trotzdem feierten am 16. April 1997 über 10.000 Menschen auf dem Rathausplatz in Kassel diesen Erfolg ihres Vereins. Während die „Huskies“ noch drei Jahre zuvor in der 2. Bundesliga gespielt hatten, konnten sie in diesem Jahr mit dem damaligen Oberbürgermeister Georg Lewandowski den Triumph der zweitbesten deutschen Eishockeymannschaft genießen.
Mit dem deutschen Vizemeistertitel qualifizierte sich Kassel zusätzlich für die European Hockey League und trat im Spieljahr 1997/98 zum ersten Mal international an. Bis auf ein 5:0 im Hin- und ein 4:3 im Rückspiel gegen den HC Vítkovice mussten sich die Kassel Huskies gegen Färjestad BK sowie Jokerit Helsinki geschlagen geben und schieden bereits in der Vorrunde aus. Erfolgreichster Spieler im Kader der „Huskies“ war der ehemalige Stanley-Cup-Sieger Paul DiPietro, der für diese Saison verpflichtet wurde.
An diese erfolgreiche Saison konnten die Kassel Huskies anschließend nicht mehr anknüpfen. Sowohl im nächsten Jahr, in dem die Kasseler in der Play-off-Qualifikation scheiterten als auch in der darauf folgenden Saison, in der für die Endrunde ein einziger Punkt fehlte, musste die Mannschaft die Saison nach der Vorrunde beenden. Zwar erreichten die Kassel Huskies somit in diesen beiden Spielzeiten die Play-offs nicht, dennoch stieg der Verein danach mit dem wiederkehrenden Trainer Hans Zach zu einem national bedeutenden Eishockeyclub auf.

### Während und nach der Ära des Hans Zach (1998–2004)

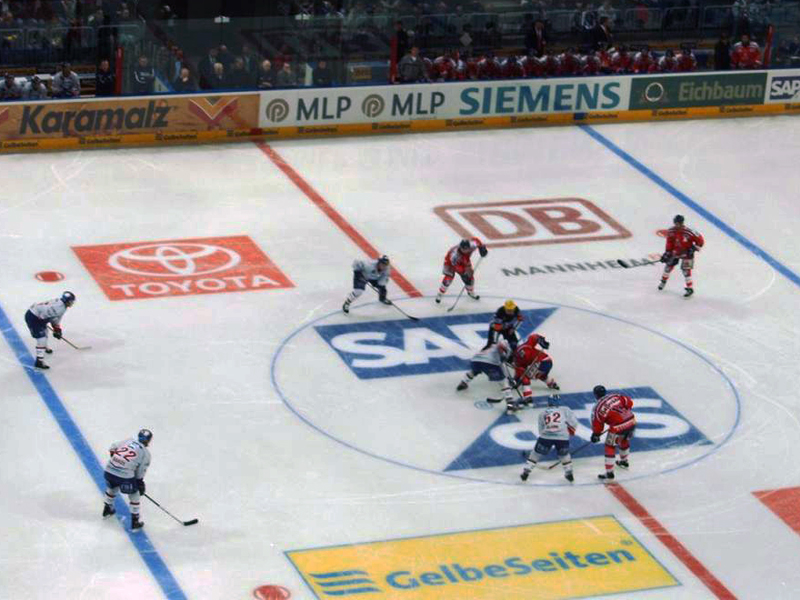
Bully bei einem Duell gegen die Adler Mannheim in der SAP-Arena

Zum Spieljahr 1998/99 wechselte Hans Zach als Trainer wieder zu den „Huskies“, die er bereits in der Saison 1995/96 betreut hatte. Er hatte großen Anteil an den Erfolgen des Kasseler Eishockeyclubs. Mit ihm zog die Mannschaft ab der Spielzeit 1999/2000 drei Mal in Serie stets als eine der besten fünf Mannschaften der Vorrunde in das Halbfinale der Play-offs ein und wurde dadurch überregional bekannt.
In den ersten zwei Jahren dieser Serie verloren die Kassel Huskies das Play-off-Halbfinale beide Male gegen die München Barons. Der Club musste sich zum einen im Jahre 2000 mit 0:3 und zum anderen im Jahr darauf mit 1:3-Spielen gegen die Münchener geschlagen geben, nachdem das Team im Viertelfinale alle drei Siege zum Weiterkommen erst nach der Verlängerung oder im Penaltyschießen gewonnen hatte. Ebenso gab es besondere Duelle gegen den Finalgegner von 1997, die Adler Mannheim. Während die Baden-Württemberger im Viertelfinale der Saison 1999/2000 noch nach fünf Spielen besiegt wurden, verlor das Team aus Kassel im Halbfinale der Saison 2001/02 gegen die „Adler“ klar nach 0:3-Spielen.
Zach formte das Kasseler Eishockey zum erfolgreichsten Sport der Stadt, führte eine defensive Taktik ein und holte viele deutsche Spieler nach Kassel, von denen einige – wie Daniel Kreutzer – zu Leistungsträgern der Nationalmannschaft wurden. Mit ihm schaffte es die Mannschaft am 25. September 2002 nach einem 3:0-Sieg gegen die Nürnberg Ice Tigers auf den ersten Tabellenplatz der höchsten deutschen Spielklasse im Eishockey. Es war bisher das erste und einzige Mal, dass den Kasselern der Sprung an die Tabellenspitze gelang.
Spätestens in der Zeit mit Hans Zach wurden die „Huskies“ zu einem Aushängeschild der Region Nordhessen. Neben den Kasseler Spielern trainierte er ebenfalls die deutsche Eishockeynationalmannschaft, mit der er die B-Weltmeisterschaft 2000 gewann und dadurch den deutschen Eishockeysport in die oberste Liga zurückführte. Nicht nur durch den Erfolg in Kassel, sondern zudem als Nationaltrainer machte Hans Zach national auf sich aufmerksam und wurde letztendlich von den Kölner Haien abgeworben. Zach begründete seinen Wechsel damit, dass die guten Spieler, welche von ihm ausgebildet werden, zu häufig anschließend zu renommierteren Vereinen wechseln.
| Saison  | Liga | Vorrunde  | Play-offs     |
| ------- | ---- | --------- | ------------- |
| 1998/99 | DEL  | 9. Platz  | keine         |
| 1999/00 | DEL  | 4. Platz  | Halbfinale    |
| 2000/01 | DEL  | 5. Platz  | Halbfinale    |
| 2001/02 | DEL  | 5. Platz  | Halbfinale    |
| 2002/03 | DEL  | 7. Platz  | Viertelfinale |
| 2003/04 | DEL  | 11. Platz | keine         |

Der Gesellschafter der Kasseler, Simon Kimm, war von den sportlichen Leistungen der letzten Jahre überzeugt und unterstützte den Eishockeyclub mit weiteren 15 Mio. D-Mark (etwa 7,5 Mio. Euro). Er sicherte somit den Eishockeysport in Nordhessen und plante die weitere Investition in die Kasseler Eissporthalle, um den Ausbau in einen Multifunktionskomplex vorzunehmen.
Nachdem Zach zur Saison 2002/03 zu den Kölner Haien gewechselt war, stellte sich dagegen der sportliche Misserfolg der „Huskies“ ein. Zwar gelang im Jahre 2003 noch der direkte Sprung in die Play-offs, jedoch trafen die Kasseler im Viertelfinale direkt auf den neuen Club ihres bisherigen Trainers, Hans Zach. Im letzten Spiel der Best-of-Seven mussten sich die Nordhessen den „Haien“ mit 3:4-Spielen geschlagen geben.
Dies war zugleich die letzte Play-off-Teilnahme in der Deutschen Eishockey Liga für Kassel. Die hohen Maßstäbe, die Zach gesetzt hatte, wurden von seinen Nachfolgern bis auf wenige Ausnahmen nicht mehr erreicht. Das spiegelte sich unter anderem in den vielen Trainerentlassungen wider, da sich weder Mike McParland mit offensivem Eishockey noch Milan Mokroš mit defensiver Spieleinstellung lange als Trainer behaupten konnten.
Das Erreichen des Finales des Deutschen Eishockeypokals in der Saison 2003/04 war der vorerst letzte Erfolg der „Schlittenhunde“, mit dem sie sich auf erstklassiger Ebene auszeichneten. Erneut traten die Nordhessen gegen das Team ihres ehemaligen Trainers an, der einst mit ihnen drei Mal in Folge das Play-off-Halbfinale erreicht hatte. Die „Haie“ unter Hans Zach bezwangen die Kasseler mit 3:1 in der Kölnarena und gewannen den Pokal. Den Kasselern als Vize-Pokalsieger blieb erneut lediglich der Titel eines Zweitplatzierten.

### Sportliche Abstiege mit beachtlichem Wiederaufstieg (2004–2008)
Die Krise des Kasseler Eishockeys begann erst zur Spielzeit 2004/05 nach insgesamt elf Jahren Erstligazugehörigkeit. Die sportlichen Leistungen der Mannschaft versetzten sie mit 35 Niederlagen aus 52 Spielen auf den letzten Platz und somit zum ersten Mal in der Geschichte der Kasseler DEL-Zeit in die Play-downs.
| Saison  | Liga | Vorrunde  | Play-downs |
| ------- | ---- | --------- | ---------- |
| 2004/05 | DEL  | 14. Platz | AbstiegGT  |
| 2005/06 | DEL  | 13. Platz | Abstieg    |

GT Klassenerhalt am Grünen Tisch
Im Abstiegskampf unterlagen die „Huskies“ anschließend zwar den Grizzly Adams Wolfsburg knapp mit 3:4-Spielen und stiegen sportlich in die 2. Bundesliga ab, verblieben dennoch weiterhin in der DEL. Der Grund dafür war, dass die „Grizzlies“ keine Lizenz für die nächste Saison erhielten, wodurch Kassel weiterhin durch den Klassenerhalt am Grünen Tisch in der obersten Spielklasse des deutschen Eishockeys antreten durfte. Kurz nach dieser Entscheidung kam es zu einer weiteren Krise, als der Gesellschafter Simon Kimm seinen Rücktritt bekannt gab und dem Kasseler Eissportclub erneut die Insolvenz drohte. Durch den unmittelbaren Einstieg von Rainer Lippe als Geschäftsführer und Gesellschafter wurde mitunter ein neuer Hauptverantwortlicher gefunden, der den Erhalt der Lizenz und damit den Verbleib des Kasseler Eishockeys in der DEL sicherte.
Sportlich verbesserten sich die Leistungen der Kasseler in der darauf folgenden Spielzeit nicht, denn am 39. Spieltag der Saison 2005/06 stand die Mannschaft weiterhin auf einem Abstiegsplatz. Daraufhin gab der Verein die Neuverpflichtung des ehemaligen Mannheimer Spielers und Trainers Stéphane Richer bekannt, der den erneuten Einzug in die Play-downs nicht verhinderte. Gegner waren die Tabellenletzten Füchse Duisburg, die die Abstiegsspiele mit 4:1-Siegen gewannen und nach einigen Verhandlungen die DEL-Lizenz für die darauf folgende Spielzeit erteilt bekamen. Die „Huskies“ mussten somit nach zwölf Jahren Erstklassigkeit in die 2. Bundesliga absteigen.
Der größte sportliche Tiefpunkt der „Schlittenhunde“ erreichte auf der Ebene des Marketings einen weiteren Rückschlag. Grund dafür war das bis dahin verwendete Logo der Kassel Huskies, welches nicht als Marke eingetragen und rechtlich somit nicht geschützt war. Dadurch, dass ein schottischer Hersteller dieses Logo nun ebenfalls verwendet und für sich beansprucht hat, musste das traditionelle Erkennungsmerkmal der „Schlittenhunde“ neu gestaltet werden. Da sich die Fangemeinde der „Huskies“ mit dem im Jahre 2005 entworfenen Erkennungsmerkmal nicht anfreundete, reagierte die Marketingagentur auf die negative Kritik und entwarf bereits nach einem Jahr ein weiteres Logo. Bis auf einige geringfügige Veränderungen blieb den Kassel Huskies das neue Logo bis heute erhalten.
| Saison  | Liga  | Vorrunde | Play-offs   |
| ------- | ----- | -------- | ----------- |
| 2006/07 | 2. BL | 1. Platz | Vizemeister |
| 2007/08 | 2. BL | 1. Platz | Meister     |

In der zweiten Liga verdeutlichten die Kassel Huskies ihr angekündigtes Ziel der Play-off-Teilnahme und des unmittelbaren Wiederaufstiegs. Nachdem sie die Vorrunde der Saison 2006/07 in der 2. Bundesliga als Erstplatzierter mit 41 Siegen aus 52 Spielen beendet hatten, zogen sie mit 13 Punkten Vorsprung und den wenigsten Gegentoren in die Play-offs ein. In der Endrunde gewann Kassel sowohl das Viertel- als auch das Halbfinale mit einem Sweep, also ohne ein einziges verlorenes Spiel in der Best-of-Serie, bis sie im Finale auf den ehemaligen Play-down-Gegner der DEL-Saison 2004/05 und zugleich Zweitplatzierten der Vorrunde, die Grizzly Adams Wolfsburg antraten.
Beide Teams spielten um die erneute Wiederkehr in die Deutsche Eishockey Liga. Trotz der beachtlichen Vorrunde und der bis dahin ungeschlagenen Play-off-Spiele musste sich die Mannschaft aus Hessen dennoch gegen die „Grizzly Adams“ geschlagen geben. Die Kasseler verzeichneten in der Finalserie keinen einzigen Sieg und unterlagen letztendlich nach 0:3-Spielen. Im Gegensatz zur Saison 2004/05 erhielten die Niedersachsen in diesem Jahr die Lizenz für die DEL und stiegen erneut in die erste Liga auf. Das Kasseler Team hingegen erreichte das Ziel des Wiederaufstiegs nicht und verblieb in der zweiten Bundesliga.

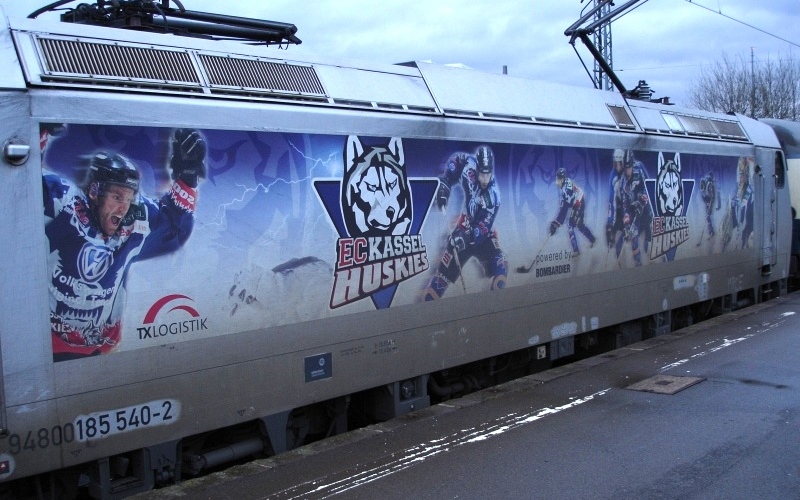
Der „Happy Train“ zum Play-off-Finale 2007/08 gegen Landshut

Es folgte somit ein weiteres Jahr der Zweitklassigkeit, in der die Kasseler die Liga dominierten. Als erneuter Erstplatzierter mit diesmal 122 Punkten in der Vorrunde und zugleich einem Rekordvorsprung von 27 Punkten, wurden die „Huskies“ ebenso in der Saison 2007/08 ihrer Favoritenrolle gerecht. Unbesiegte Play-off-Serien wie im letzten Jahr schafften sie diesmal zwar nicht, ungeachtet dessen zogen sie gegen die Landshut Cannibals ins Finale ein und hatten somit erneut die Möglichkeit, in die DEL aufzusteigen.
Für bestimmte Auswärtsspiele der Kassel Huskies wird seit einiger Zeit ein Sonderzug – der sogenannte „Happy Train“ – bereitgestellt. Um im Finale auf jede Unterstützung der Fans hoffen zu können, stand der Zug ebenso für die Spiele in Landshut zur Verfügung. Schlussendlich schafften die „Huskies“ mit 3:2-Siegen in der Finalserie den entscheidenden Sieg in der Verlängerung des letzten Best-of-Five-Spiels. Drew Bannister schoss in der 72. Minute den Siegtreffer und entschied damit das Finale zugunsten der Kasseler, die dadurch nach zwei Jahren wieder erstklassig wurden und die Rückkehr in die DEL schafften.

### Erstklassigkeit mit anschließender Insolvenz (2008–2010)
Mit dem Meistertitel der 2. Bundesliga erreichte Kassel die sportliche Qualifikation für die DEL. Nachdem alle Voraussetzung für die Lizenz der Liga ohne Auflagen erfüllt worden waren, nahm die DEL-Gesellschafterversammlung die „Huskies“ am 4. Juli 2008 wieder in die DEL auf; Kassel kehrte damit zur Saison 2008/09 nach zwei Jahren wieder in die höchste deutsche Spielklasse zurück. Zu den Voraussetzungen gehörten mitunter die Erfüllung des 9000-Punkte-Plans für das Stadion. Außerdem mussten 800.000 Euro Lizenzgebühr an die DEL bereitgestellt werden. Finanziell wurden die „Schlittenhunde“ mit einer Bürgschaft über 2,1 Mio. Euro vom Bundesland Hessen unterstützt, womit die wirtschaftliche Stabilität des Vereins gefestigt wurde.
| Saison  | Liga | Vorrunde  | Play-offs |
| ------- | ---- | --------- | --------- |
| 2008/09 | DEL  | 14. Platz | keine     |
| 2009/10 | DEL  | 15. Platz | keine     |

Sportlich begannen die „Huskies“ in der neuen Saison erfolgreich. Sie beendeten die Vorrunde des Deutschen Eishockeypokals im Spieljahr 2008/09 auf dem ersten Platz und schafften es ins Halbfinale, bis sie dort gegen die Hannover Scorpions mit 1:2 nach Verlängerung ausschieden. In der Deutschen Eishockey Liga starteten die Kasseler nun als eine von 16 Mannschaften und gewannen von den ersten vier Spielen insgesamt drei, darunter mit 5:1 gegen den Vizemeister der vergangenen Saison, die Kölner Haie. Dominic Auger war für die „Schlittenhunde“ nach zwei Jahren der erste DEL-Torschütze. Der sportliche Erfolg hielt jedoch nicht lange an, sodass Kassel die Vorrunde auf Platz 14 beendete.

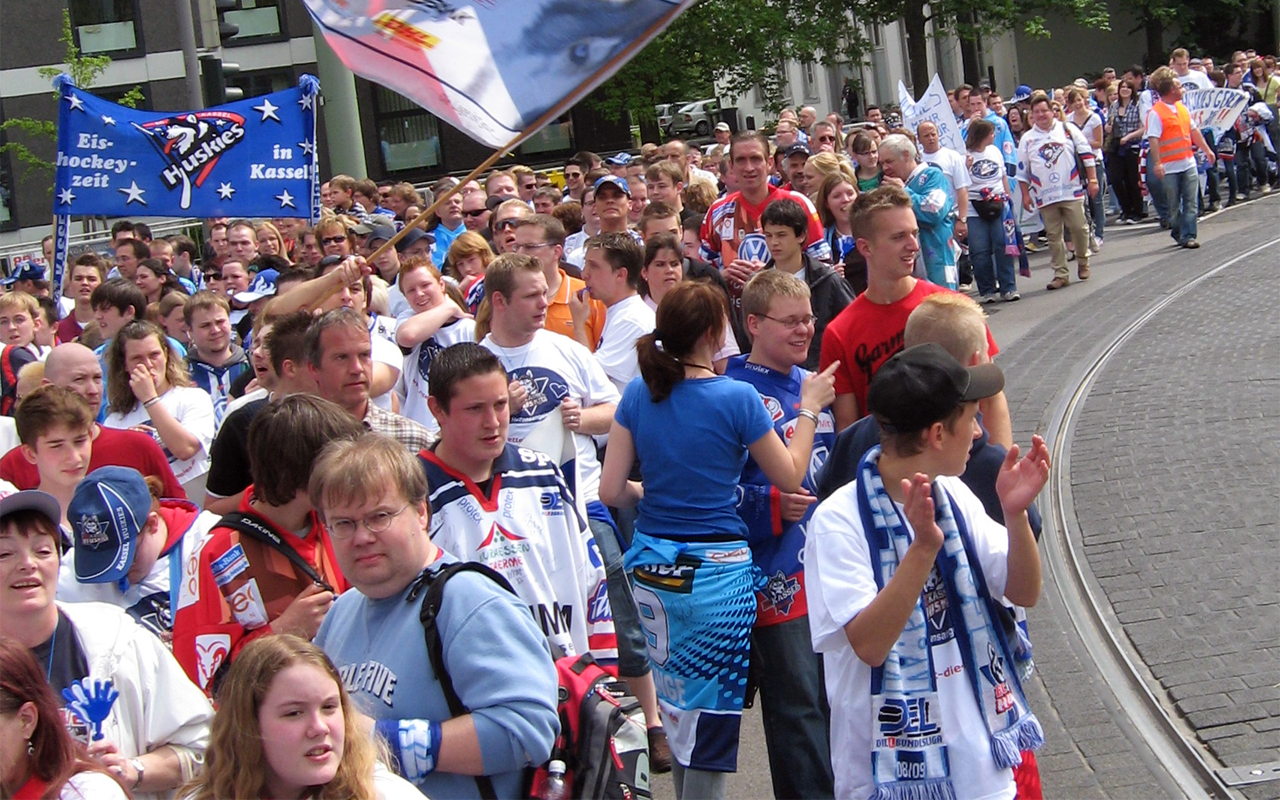
Demonstration der eigenen Fans zur wirtschaftlichen Krise

Zur Sommerpause 2009 verlängerten – bis auf den bisherigen Hauptsponsor Volkswagen Original Teile – alle Sponsoren der Automobilindustrie ihre Verträge mit den „Schlittenhunden“ nicht. Da bei einem ungedeckten Finanzplan der Lizenzentzug drohen würde, brachte Rainer Lippe obgleich den Verkauf der Lizenz und seinen Rücktritt als Manager in Erwägung, um den Verbleib der Kassel Huskies in der höchsten deutschen Eishockeyliga zu sichern.
Im Zuge einer Demonstration zogen am 9. Mai 2009 etwa 1.000 Fans durch die Kasseler Innenstadt, bei der ebenso Bertram Hilgen – der Kasseler Oberbürgermeister – seine Unterstützung bekannt gab. Durch Spenden und zusätzliche Sponsorengelder konnte Ende Mai der Lizenzantrag finanziell gedeckt eingereicht werden. Im Juli 2009 erhielt der Klub die Lizenz ohne Auflagen.
In die Spielzeit 2009/10 starteten die Kassel Huskies daraufhin ähnlich erfolgreich wie im letzten Jahr. Gegen den amtierenden deutschen Meister aus Berlin sowie den Vizemeister aus Düsseldorf verzeichneten sie ihre ersten beiden Siege. Lange Zeit konnte sich das Team aus Kassel in den Tabellenplätzen der Pre-Play-offs halten, bis Ende November gegen den Erzrivalen aus Frankfurt eine Negativserie begann. Elf der folgenden zwölf Spiele verloren die „Schlittenhunde“ und rutschten erneut ins untere Tabellendrittel. Im letzten Viertel der Vorrunde verblieben die „Huskies“ obgleich auf dem letzten Tabellenplatz und beendeten die Saison mit neun Punkten weniger als letztes Jahr.
Aufgrund der finanziellen Krise und der daraus resultierenden geringen Perspektive in der Personalplanung, verlängerte Stéphane Richer seinen auslaufenden Vertrag als Chef-Trainer zum Ende der Saison nicht und wechselte zu den Hamburg Freezers. Mit Dean Fedorchuk wurde sich der Verein zwar über Richers Nachfolge einig, jedoch waren auch auf Mannschaftsebene viele Verträge ungewiss; so konnten die „Huskies“ zumindest ihre Kasseler Nachwuchsspieler – darunter auch den deutschen Nationalspieler Manuel Klinge – weiterhin an sich binden. Klinge schaffte es zudem, am Eishockey-Turnier der Olympischen Winterspiele 2010 teilzunehmen.
Ein Wechsel geschah im Januar 2010 ebenso auf der Ebene der Geschäftsführung. Dennis Rossing, der Eigentümer der Rosco-Gruppe, die als Investor für den Bau der Nordhessen-Arena fungiert, übernahm das Amt von Rainer Lippe. Rossing versuchte nach den wirtschaftlichen Unsicherheiten im Kasseler Eishockey den finanziellen Neuanfang. Während der Verein zur wirtschaftlichen Sanierung die Insolvenz anmeldete, kündigten die Gesellschafter der Deutschen Eishockey Liga folglich Konsequenzen an. Letztendlich wurden die „Schlittenhunde“ aufgrund des Insolvenzverfahrens am 27. Mai 2010 von der DEL-Gesellschafterversammlung aus der DEL ausgeschlossen. Zwar wurde dieser Ausschluss einen Tag später per Gerichtsbeschluss auf Basis einer einstweiligen Anordnung aufgehoben und Monate lang diskutiert, doch wurde den „Schlittenhunden“ – ebenso wie ihren Erzrivalen aus Frankfurt – die Lizenz für die kommende DEL-Saison verwehrt. Der Profisport im Eishockey wurde infolge der Insolvenz und des Ausscheidens aus der Deutschen Eishockey Liga eingestellt, da auch die 2. Bundesliga die Aufnahme der „Huskies“ verwehrte.

### Abstieg, Lizenzentzug, Amateurliga und erneute Insolvenz (2010–2014)
Nach dem Abstieg und dem einhergehenden Lizenzentzug wurde der Spielbetrieb anschließend unter gleichem Namen von der Jugendabteilung aufgenommen und in der Hessenliga fortgesetzt. Bereits im ersten Jahr gelang der Aufstieg in die Regionalliga. Es wurde jedoch eine Spielberechtigung in der nächsthöheren Oberliga West erfolgreich beantragt. In der folgenden Spielzeit 2011/12 belegten die Huskies zum Saisonende in der Endrunden-Gruppe B den dritten Platz und qualifizierten sich nicht für die Playoffs.
| Saison  | Liga | Vorrunde | Endrunde | Play-offs   |
| ------- | ---- | -------- | -------- | ----------- |
| 2010/11 | HL   | 1. Platz | –        | –           |
| 2011/12 | OL   | 3. Platz | 3. Platz | keine       |
| 2012/13 | OL   | 1. Platz | 1. Platz | Vizemeister |
| 2013/14 | OL   | 2. Platz | 2. Platz | 2.QR        |

QR Qualifikationsrunde zur DEL2
In der Spielzeit 2012/13 erreichten die Huskies die Playoffs. Nach Siegen gegen die Blue Devils Weiden im Viertelfinale und die Löwen Frankfurt im Halbfinale scheiterten die Huskies im Finale gegen die Roten Teufel Bad Nauheim. Die Mannschaft verlor das entscheidende fünfte Finalspiel zu Hause in der Overtime mit 2:3.
Kurz vor Beginn der Spielzeit 2013/2014 wurde Trainer Egen aufgrund interner Unstimmigkeiten mit sofortiger Wirkung entlassen. Jürgen Rumrich wurde nach einer Interimslösung im Dezember 2013 Cheftrainer. Am 6. Februar 2014 meldete die Kasseler Eissporthallen-Betriebsgesellschaft (KEBG), die Betriebsgesellschaft der Kassel Huskies, Insolvenz an.
Von der Insolvenz nicht betroffen war die beim Stammverein EJ Kassel liegende Spielberechtigung für die Mannschaft.
Die Kassel Huskies sicherten sich die Teilnahme an der Qualifikationsrunde zur DEL2, die zusätzliche Heimspiele und Einnahmen ermöglichte. Nach Abschluss des Verfahrens nahm eine neue Betreibergesellschaft zur Saison 2014/2015 den Spielbetrieb in der DEL2 auf.
In der Saison 2013/2014 qualifizierten die Kassel Huskies sich in der Qualifikationsrunde für den Aufstieg in die DEL2 2014/15. Im August 2014 wurde dem Club schließlich die Lizenz für die DEL2 erteilt.

### Rückkehr in das Profi-Eishockey (seit 2014–2020)
| Saison  | Liga | Vorrunde | Play-offs     |
| ------- | ---- | -------- | ------------- |
| 2014/15 | DEL2 | 3. Platz | Viertelfinale |
| 2015/16 | DEL2 | 4. Platz | Meister       |
| 2016/17 | DEL2 | 3. Platz | Halbfinale    |
| 2017/18 | DEL2 | 6. Platz | Viertelfinale |
| 2018/19 | DEL2 | 7. Platz | Pre-PO        |
| 2019/20 | DEL2 | 2. Platz | –             |
| 2020/21 | DEL2 | 1. Platz | Vizemeister   |
| 2021/22 | DEL2 | 4. Platz | Viertelfinale |
| 2022/23 | DEL2 | 1. Platz | Halbfinale    |
| 2023/24 | DEL2 | 1. Platz | Finale        |

Mit dem Erhalt der Lizenz schaffte Kassel nach vier Jahren die Rückkehr in den Profi-Betrieb und nimmt seit der Spielzeit 2014/15 am Spielbetrieb in der DEL2 teil. Dazu wurde der Spielbetrieb von der neu gegründeten KSE Kassel Sport & Entertainment GmbH übernommen, die im Besitz des damaligen Besitzers der Eissporthalle Kassel, Simon Kimm und Joe Gibbs lag. Als Trainer wurde im Juni 2014 Rico Rossi vorgestellt, Co-Trainer war Rob Leask. Die Hauptrunde beendeten die Huskies auf dem dritten Platz und scheiterten im Viertelfinale der Playoffs am EV Landshut. Ein Jahr später gewannen sie dann die DEL2-Meisterschaft gegen den Titelverteidiger Bietigheim.

### Kampf um den Aufstieg (seit 2020)
In der Saison 2020/21 wurde erstmals wieder ein sportlicher Aufstieg in die DEL eingeführt. In dieser Saison gewannen die Huskies die Hauptrunde der DEL2 und unterlagen dann im Playoff-Finale den Bietigheim Steelers mit 2:3 in der Best-of-Five-Serie.
In der Folgesaison 2021/22 versäumten die Huskies noch vor Ligastart die notwendigen Unterlagen für die DEL fristgerecht einzureichen. Der mögliche Aufstieg in dieser Saison war somit unmöglich geworden selbst wenn die Huskies Meister geworden wären. Die Saison endete auf einem 4. Platz und im Viertelfinale der Playoffs gegen den EC Bad Nauheim.
In der Saison 2022/23 scheiterten die Aufstiegshoffnungen trotz dominanter Hauptrunde mit Platz 1 erneut gegen den EC Bad Nauheim im Halbfinale der Playoffs.
Die Hauptrunde der Saison 2023/24 konnte ebenfalls gewonnen werden, in den anschließenden Playoffs unterlagen die Huskies im Finale den Eisbären Regensburg und verpassten somit abermals den Aufstieg in die DEL.

## Mannschaften

### Kader der Saison 2025/26
Stand: 4. Juli 2025
| Nr. | Nat.        | Spieler            | Pos. | Geburtsdatum       | im Team seit | Geburtsort                        |
| --- | ----------- | ------------------ | ---- | ------------------ | ------------ | --------------------------------- |
| 33  | Deutschland | Philipp Maurer     | G    | 2. Dezember 2000   | 2022         | Landshut, Deutschland             |
| 31  |             | Brandon Maxwell    | G    | 21. März 1991      | 2023         | Winter Park, Florida, USA         |
|     | Deutschland | Nick Neufeld       | G    | 25. Juni 2005      | 2022         | Kassel, Deutschland               |
|     |             | Oleg Schilin       | G    | 5. April 1991      | 2025         | Omsk, Russische SFSR              |
| 55  | Deutschland | Tim Bender         | D    | 19. März 1995      | 2024         | Mannheim, Deutschland             |
| 47  |             | Andrew Bodnarchuk  | D    | 11. Juli 1988      | 2023         | Drumheller, Alberta, Kanada       |
| 95  | Deutschland | Markus Freis       | D    | 7. Juni 2003       | 2023         | München, Deutschland              |
| 22  | Deutschland | Marco Müller       | D    | 22. November 1990  | 2014         | Heilbronn, Deutschland            |
| 97  | Deutschland | Simon Schütz       | D    | 9. November 1997   | 2025         | Regensburg, Deutschland           |
| 28  | Deutschland | Ben Stadler        | D    | 13. Mai 2006       | 2024         | Straubing, Deutschland            |
| 4   |             | Bode Wilde         | D    | 24. Januar 2000    | 2025         | Montréal, Québec, Kanada          |
| 24  |             | Alec Ahlroth       | F    | 25. Januar 2001    | 2022         | Wilhelmshaven, Deutschland        |
| 27  | Deutschland | Michael Bartuli    | F    | 19. August 2002    | 2025         | Hamburg, Deutschland              |
| 17  | Kanada      | Tyler Benson       | LW   | 15. März 1998      | 2025         | Edmonton, Alberta, Kanada         |
| 18  | Deutschland | Laurin Braun       | RW   | 18. Februar 1991   | 2025         | Lampertheim, Deutschland          |
| 89  | Deutschland | Hans Detsch        | F    | 20. Mai 1994       | 2021         | Landsberg am Lech, Deutschland    |
| 65  | Kanada      | Hunter Garlent     | C    | 4. Februar 1995    | 2024         | St. Catharines, Ontario, Kanada   |
| 44  | Kanada      | Mitchell Hoelscher | C    | 27. Januar 2000    | 2025         | Waterloo, Ontario, Kanada         |
| 71  |             | Tristan Keck       | LW   | 19. September 1995 | 2022         | Morris, Manitoba, Kanada          |
| 66  | Deutschland | Darren Mieszkowski | W    | 18. September 1999 | 2022         | Bietigheim-Bissingen, Deutschland |
| 12  |             | Maciej Rutkowski   | F    | 5. Oktober 2002    | 2025         | Sosnowiec, Polen                  |
| 34  | Deutschland | Clemens Sager      | F    | 10. Februar 2006   | 2024         | Augsburg, Deutschland             |
| 5   | Deutschland | Christian Schiling | F    | 18. April 2005     | 2024         | Dortmund, Deutschland             |
| 91  |             | Dominic Turgeon    | C    | 25. Februar 1996   | 2024         | Pointe-Claire, Québec, Kanada     |
| 26  | Deutschland | Yannik Valenti     | RW   | 24. September 2000 | 2023         | Bad Tölz, Deutschland             |
| 11  |             | Jake Weidner – C   | C    | 11. Juni 1992      | 2021         | Grand Valley, Ontario, Kanada     |

### Bedeutende ehemalige Mannschaften

#### Zweitliga-Meistermannschaft 2007/08
Die Mannschaft der Kassel Huskies aus der Saison 2007/08 stellte mit 122 Punkten in der Vorrunde und einem Rekord von 27 Punkten Vorsprung zum Zweitplatzierten eine beachtliche Bilanz in der 2. Eishockey-Bundesliga auf. Zum Ende der Spielzeit setzten sie sich in den Play-offs durch, gewannen die Zweitliga-Meisterschaft und schafften den Wiederaufstieg in die Deutsche Eishockey Liga. Zudem wurde Drew Bannister zum besten Verteidiger der Liga gekürt. Shawn McNeil war mit insgesamt 70 Scorerpunkten der beste Scorer in diesem Spieljahr.
| Torhüter                       | Torhüter                       | Torhüter                   | Torhüter                   |
| ------------------------------ | ------------------------------ | -------------------------- | -------------------------- |
| #1 Boris Rousson               | #25 Sebastian Elwing           | #29 Adam Ondraschek        | #53 Marek Mastič           |
| Verteidiger                    |                                |                            |                            |
| #2 Vince Macri                 | #6 Mike Pellegrims             | #7 Drew Bannister (A)      | #8 René Kramer             |
| #11 Guy Lehoux                 | #22 Brad Burym                 | #39 Daniel Rau             | #65 Semen Glusanok         |
| Stürmer                        |                                |                            |                            |
| #9 Manuel Klinge               | #12 Hugo Boisvert (C)          | #13 Tobias Schwab          | #14 Mark Kosick            |
| #15 Dylan Gyori                | #17 Ryan Kraft                 | #19 Thorben Saggau         | #20 Jacek Płachta (A)      |
| #21 Shawn McNeil               | #26 Steve Palmer               | #28 Dominik Walsh          | #34 Daniel Del Monte       |
| #37 Christian Kohmann          | #51 Thomas Pielmeier           | #81 Sven Gerbig            | #89 Michael Christ         |
| Offizielle                     |                                |                            |                            |
| Stéphane Richer (Chef-Trainer) | Stéphane Richer (Chef-Trainer) | Fabian Dahlem (Co-Trainer) | Fabian Dahlem (Co-Trainer) |

(C) = Mannschaftskapitän, (A) = Assistenten des Kapitäns

#### Vize-Meistermannschaft 1996/97
Mit der Mannschaft aus der Saison 1996/97 feierten die Kassel Huskies ihren bisher größten Erfolg als Deutscher Vizemeister. Trotz der klaren Niederlage im Play-off-Finale jubelten am 16. April 1997 mehr als 10.000 Fans vor dem Rathaus in Kassel. Im Kader befanden sich in diesem Jahr neun skandinavische Spieler, darunter mit Roger Hansson ein amtierender Olympiasieger, der bei den Olympischen Winterspielen 1994 mit der schwedischen Nationalmannschaft die Goldmedaille gewann.
Die meisten Tore für Kassel schossen – mit jeweils 23 Treffern – zum einen Mike Millar und zum anderen Roger Öhman, der gleichzeitig mit 61 Punkten in dieser Spielzeit der beste Scorer im Team war. Gerhard Brunner gab in dieser Saison sein Debüt in der Deutschen Eishockey Liga und erlangte neben dem Vizemeistertitel mit den „Schlittenhunden“ zusätzlich die Auszeichnung als „Trainer des Jahres“.
| Torhüter                       | Torhüter             | Torhüter              | Torhüter              |
| ------------------------------ | -------------------- | --------------------- | --------------------- |
| #1 Josef Kontny                | #29 Pavel Cagaš      | #70 Jonas Eriksson    |                       |
| Verteidiger                    |                      |                       |                       |
| #2 Milan Mokroš                | #4 Venci Sebek       | #5 Marko Sten         | #6 Alexander Engel    |
| #7 Greg Johnston               | #8 Alexander Wedl    | #66 Jouni Vento       | #67 Roger Öhman       |
| Stürmer                        |                      |                       |                       |
| #10 Dave Morrison              | #11 Pekka Peltola    | #12 Bruce Eakin (C)   | #13 Mike Millar       |
| #14 Roger Hansson              | #19 Piotr Kwasigroch | #20 Branjo Heisig     | #21 Jukka-Pekka Seppo |
| #22 Greg Evtushevski           | #26 Falk Ozellis     | #27 Daniel Larin      | #28 Eduard Zam        |
| #37 Tino Boos                  | #46 Anton Krinner    | #91 Morgan Samuelsson | #97 Robert Burakovsky |
| Offizielle                     |                      |                       |                       |
| Gerhard Brunner (Chef-Trainer) |                      |                       |                       |

(C) = Mannschaftskapitän

#### DEL2-Meistermannschaft 2015/16
| Torhüter: Jimmy Hertel, Markus Keller, Florian Proske Verteidiger: Alexander Heinrich, Mike Little, Kevin Maginot, Marco Müller, Mathias Müller, Dorian Saeftel, Eric Stephan, Sören Sturm, Sven Valenti Angreifer: Adriano Carciola, Taylor Carnevale, Michael Christ, Jean-Michel Daoust, Justin Kirsch, Manuel Klinge, Jamie MacQueen, Jens Meilleur, Thomas Merl, Lennart Palausch, Braden Pimm, Carter Proft, Austin Wycisk Trainerstab: Rico Rossi, Hugo Boisvert |

## Spieler

### Gesperrte Trikotnummern

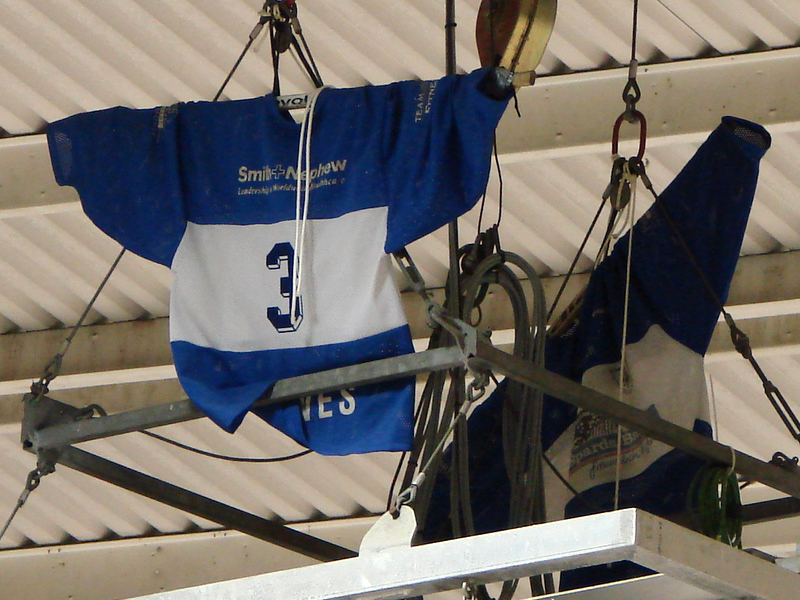
Die gesperrten Trikotnummern unter dem Dach der Eissporthalle

Vier der bisher in der über 30-jährigen Vereinsgeschichte vergebenen Rückennummern wurden zu Ehren der Spieler gesperrt und seitdem in Kassel nicht mehr vergeben. Die Trikots der ehemaligen Spieler hängen unter dem Hallendach der Kasseler Eissporthalle.
(Teamzugehörigkeit und Position in Klammern)
- Milan Mokroš – #2
(1991–1996, Verteidigung)
Milan Mokroš stieß als Spieler 1991 zum EC Kassel, für den er insgesamt sechs Spielzeiten lang die Schlittschuhe schnürte. Auch danach blieb Mokroš der Region verbunden, sprang interimsweise sowohl 1997, als auch 2005 als Trainer der Huskies ein. Hauptamtlich kümmert Mokroš sich um den EJK-Nachwuchs. 2010/11 übernahm er nach dem DEL-Lizenzentzug erneut die Rolle des Cheftrainers und führte seine Mannschaft ohne Niederlage durch die Hessenliga.
- Shane Tarves – #3
(1982–1992, Sturm)
Der als Shane „The Train“ bekannte Spieler war zehn Jahre in Kassel sportlich aktiv und schoss insgesamt über 300 Tore in 300 Spielen. Allein in der Saison 1982/83 überzeugte er mit 102 Toren sowie 54 Assists in 36 Spielen und etwa 4,3 Punkten pro Spiel. Seine Rückennummer #3 trug er in Kassel als einziger Spieler und wird ihm zu Ehren nicht mehr vergeben.
- Herbert Heinrich – #5
(1983–1987, Verteidigung)
Heinrich schaffte es in Kassel mit seinen Leistungen zu überzeugen und erlangte mit seinem Trikot einen Platz unter dem Stadiondach der Eissporthalle, als er 1987 seine Karriere beendete. Heinrichs getragene Trikotnummer #5 wird nicht mehr vergeben. Nur sein Sohn Alexander hatte die Ehre, in der Saison 2006/07 seine Rückennummer erneut für Kassel zu tragen.
- Matthias Kolodziejczak – #14
(1985–1991, 2010–2011, Sturm)
 Kolodziejczak kam 1985 vom WSV Braunlage zur ESG Kassel und avancierte zum Publikumsliebling. Der nimmermüde Arbeiter aus dem Harz absolvierte insgesamt 291 Spiele für Kasseler Mannschaften, war Kapitän der legendären „Eighty-Niners “und führte nach dem DEL-Lizenzentzug 2010/11 die von Milan Mokroš betreute Mannschaft als Kapitän in der Hessenliga.

### Mitglieder der Hockey Hall of Fame Deutschland

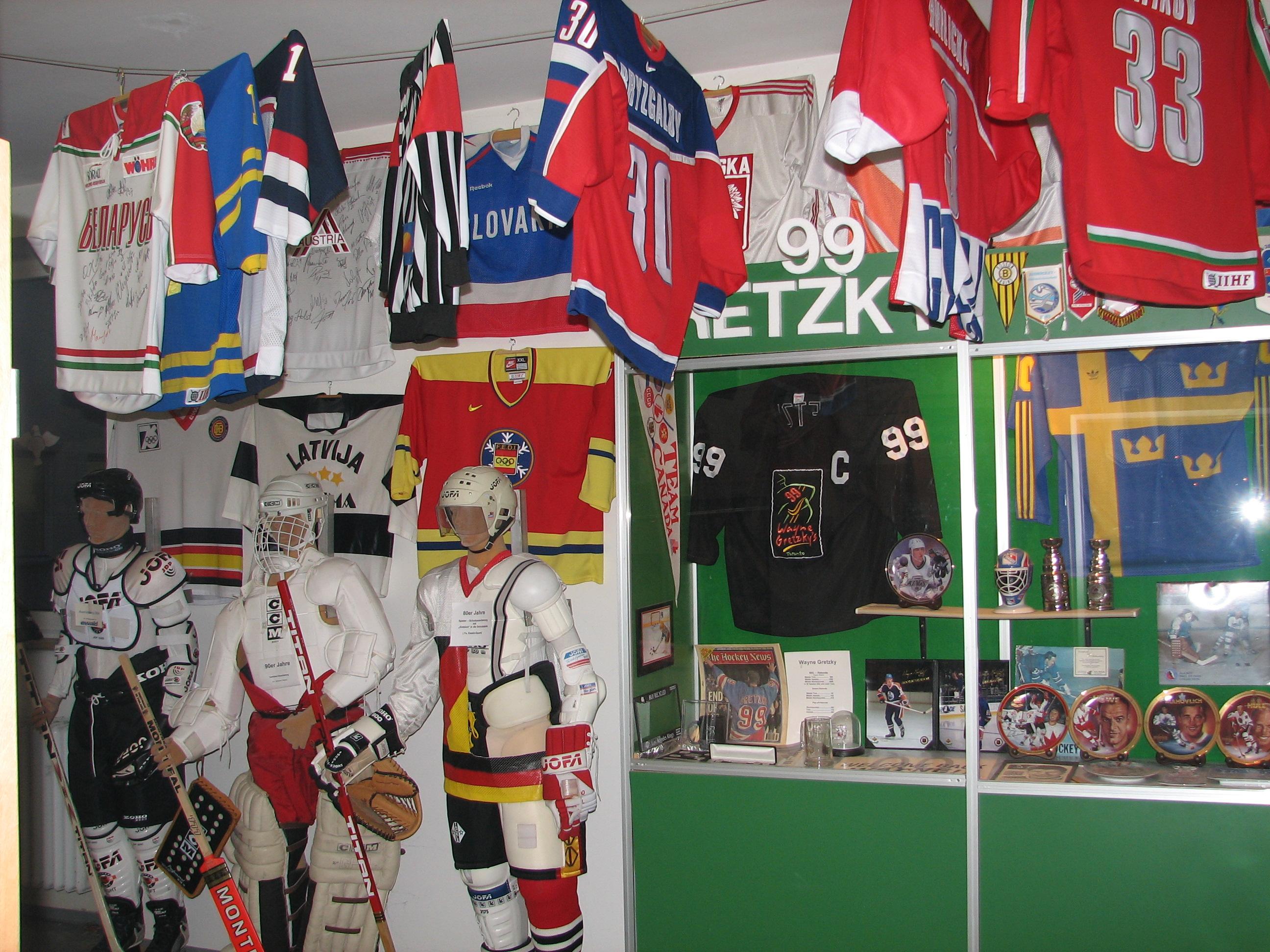
Ein Teil der Ausstellung im deutschen Eishockeymuseum

In das deutsche Eishockeymuseum – die Hockey Hall of Fame Deutschland – werden Persönlichkeiten aufgenommen, die sich um den Eishockeysport in Deutschland verdient gemacht haben. Von den aufgenommenen Akteuren wirkten vier Mitglieder während ihrer Spieler- oder Trainerkarriere in Kassel.
(Teamzugehörigkeit und Tätigkeit/Position in Klammern)
- Axel Kammerer
(2000–2002, Co-Trainer und 2003/04, Chef-Trainer)
Vor seiner Tätigkeit als Chef-Trainer bei den „Huskies“ war Kammerer von 2000 bis 2002 als Co-Trainer unter Hans Zach aktiv und schaffte es mit ihm zwei Mal ins Play-off-Halbfinale. Zwar war er als Chef-Trainer in Kassel nicht besonders erfolgreich, schaffte es jedoch durch seine Erfolge als Nationalspieler letztendlich ins deutsche Eishockeymuseum.
- Duanne Moeser
(1992/93, Stürmer)
Für den damaligen EC Kassel verzeichnete Moeser während der Saison 1992/93 in seinen lediglich 19 Spielen insgesamt 29 Scorerpunkte. Er schaffte es während seiner Karriere in etwa 950 Spielen auf über 1.100 Scorerpunkte – darunter 550 Tore – und somit im Jahre 2006 die Eintragung in die Hockey Hall of Fame Deutschland.
- Jürgen Rumrich
(1998–2000, Stürmer)
Rumrich schaffte es als Stürmer unter Hans Zach mit den „Schlittenhunden“ ins Play-off-Halbfinale der Saison 1999/2000 einzuziehen und erlangte in der gleichen Spielzeit den „Hockeyplayer-Award“ der Zeitschrift Eishockey News. Zudem verzeichnete Rumrich während seiner Karriere 182 Länderspiele für die deutsche Nationalmannschaft.
- Hans Zach
(1995/96 und 1998–2002, Chef-Trainer)
Mit Hans Zach zogen die „Schlittenhunde“ ab der Saison 1999/2000 drei Mal in Serie stets als eine der besten fünf Mannschaften der Vorrunde in das Halbfinale der Play-offs ein. Durch seine erfolgreiche Tätigkeit als Vereins- und Nationaltrainer und fast 20 Jahren sportlicher Aktivität als Profispieler, schaffte es Zach in die Hockey Hall of Fame Deutschland.

### Vereinsinterne Rekorde in der DEL
Die herausragendsten Spieler der Kassel Huskies in der Deutschen Eishockey Liga waren Tobias Abstreiter, Mike Millar und Greg Johnston, die bisher in den vereinsinternen Statistiken ganz oben stehen.
| Kategorie           | Name              | Anzahl                         |
| Meiste Spiele       | Tobias Abstreiter | 400 (in acht Spielzeiten)      |
| Meiste Tore         | Mike Millar       | 94 (in vier Spielzeiten)       |
| Meiste Vorlagen     | Tobias Abstreiter | 156                            |
| Meiste Punkte       | Tobias Abstreiter | 221 (65 Tore und 156 Vorlagen) |
| Meiste Strafminuten | Tobias Abstreiter | 493                            |

| Kategorie           | Name                | Anzahl                       | Saison  |
| Meiste Tore         | Mike Millar         | 39                           | 1994/95 |
| Meiste Vorlagen     | Josh Soares         | 40                           | 2009/10 |
| Meiste Punkte       | Mike Millar         | 60 (39 Tore und 21 Vorlagen) | 1994/95 |
| Meiste Strafminuten | Pierre-Luc Sleigher | 187                          | 2009/10 |

| Name                | Pos. | Spielzeit | Spiele | Tore | Assists | Punkte | Pkt/Sp |
| Tobias Abstreiter   | C    | 1998–2006 | 400    | 65   | 156     | 221    | 0,55   |
| Greg Johnston       | RW   | 1994–1999 | 235    | 72   | 116     | 188    | 0,80   |
| Mike Millar         | RW   | 1994–1998 | 141    | 94   | 82      | 176    | 1,25   |
| Greg Evtushevski    | RW   | 1995–2000 | 208    | 51   | 99      | 150    | 0,77   |
| Stéphane Robitaille | D    | 1997–2004 | 330    | 51   | 97      | 148    | 0,45   |
| Daniel Kreutzer     | RW   | 1998–2002 | 221    | 43   | 87      | 130    | 0,59   |
| Roger Hansson       | RW   | 1996–2001 | 235    | 52   | 71      | 123    | 0,52   |
| Bruce Eakin         | C    | 1995–1998 | 135    | 39   | 77      | 116    | 0,86   |
| Pat Mikesch         | C    | 2000–2003 | 171    | 38   | 67      | 105    | 0,61   |
| Sylvain Turgeon     | LW   | 1998–2001 | 141    | 67   | 31      | 98     | 0,70   |

Pos. = Position des Spielers, D = Defense, C = Center, RW = Right Wing, LW = Left Wing
Pkt/Sp = Durchschnittliche Anzahl an Scorerpunkten pro Spiel
(Stand aller Statistiken: Spielzeiten in der Deutschen Eishockey Liga bis zur regulären Saison 2009/10.)

### Weitere bedeutende ehemalige Spieler

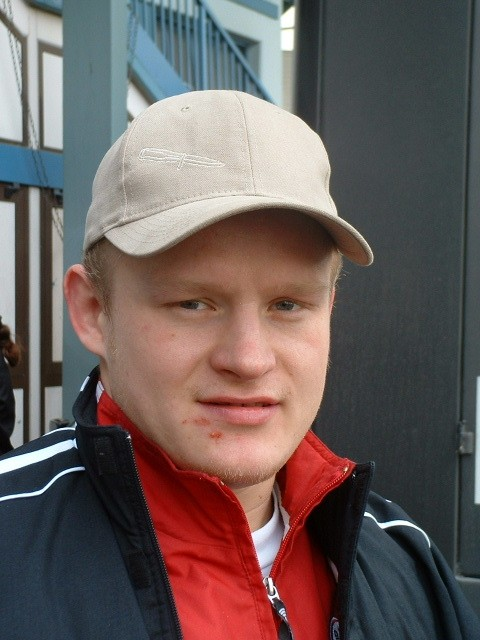
Daniel Kreutzer, 2002

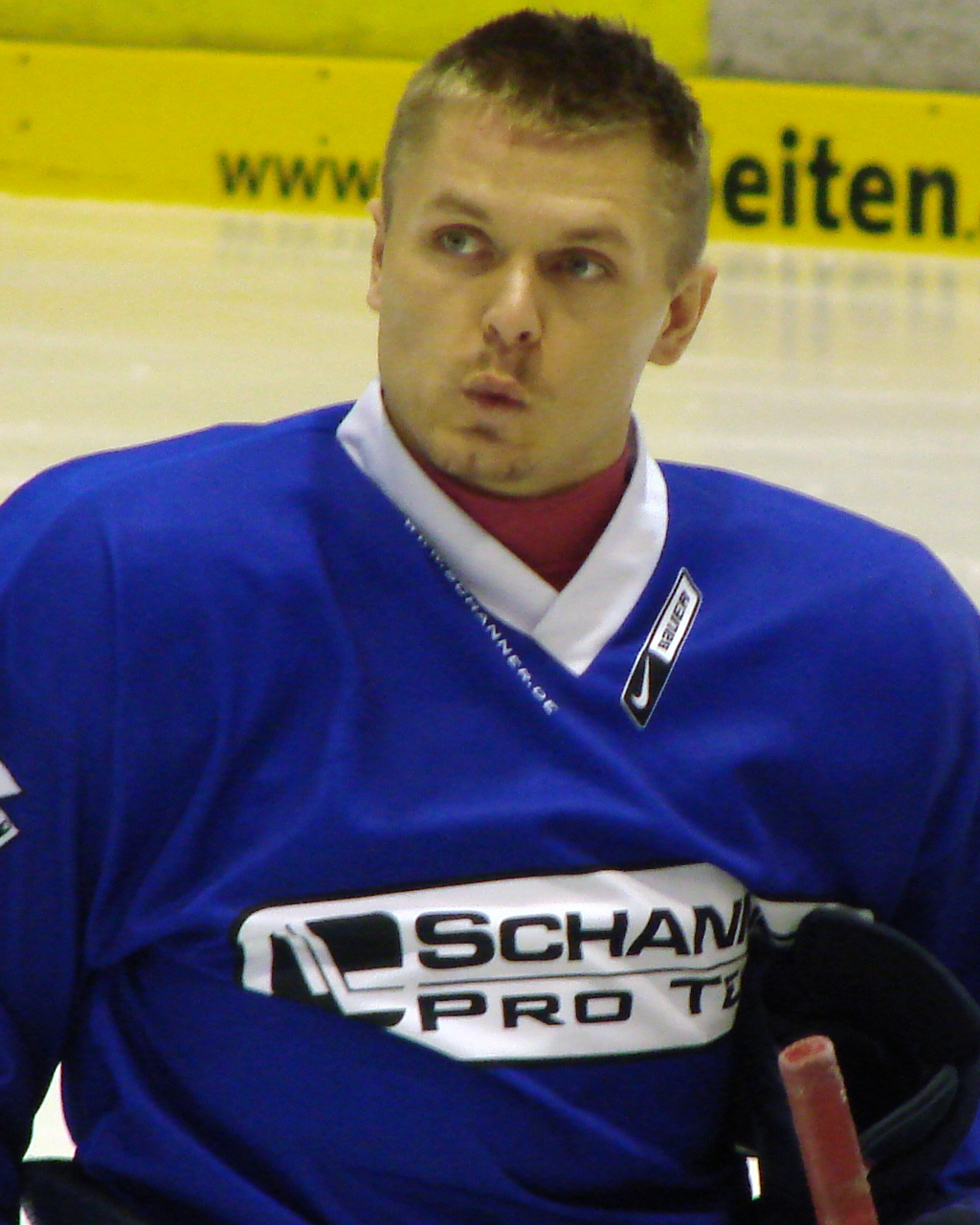
Martin Bartek, 2009

(Teamzugehörigkeit und Position in Klammern)
- Dave O’Brien
(1984–1988, Sturm)
Mit seinen 215 Toren aus 458 Scorerpunkten, 530 Strafminuten und insgesamt 196 Spielen in vier sportlich aktiven Jahren in Kassel, war O’Brien einer der auffälligsten Spieler, die bisher bei den Nordhessen aufliefen.
- Josef Kontny
(1989–1999, Tor)
Der als „Sepp der Hexer“ betitelte Kontny wurde sowohl 1990 als auch 1991 zum besten Spieler des Teams gewählt. Seit 1996 spielte er aufgrund vieler Verletzungen nicht mehr, beendete offiziell dennoch erst 1999 seine Karriere.
- Brian Hills
(1991–1994, Sturm)
Drei Jahre lang scorte Hills fast drei Punkte pro Spiel und zählt zu den erfolgreichsten Torjägern Kassels. Durch die Regelung der Höchstzahl an Nicht-EU-Ausländern verließ er 1994 aufgrund seines Alters den Kasseler Eishockeyclub.
- Milan Mokroš
(1991–1996, Verteidigung)
Sechs Jahre lang verteidigte Mokroš das Kasseler Tor, bis er wegen vieler Verletzungen 1996 die sportlich aktive Laufzeit beenden musste. Später war er als Trainer sowohl im Jahre 1998 als auch zur Saison 2004/05 in Kassel aktiv.
- Dave Morrison
(1991–1993 und 1994–1997, Sturm)
Morrison war vorerst von 1991 bis 1993 in Kassel aktiv und erreichte 170 Scorerpunkte. Zum Start der DEL kehrte Morrison 1994 zurück und gewann mit den „Huskies“ 1997 die deutsche Vizemeisterschaft.
- Mike Millar
(1993–1998, Sturm)
Millar führt die teaminternen Scoring-Tabellen an und ist bisher der Kasseler Spieler mit den meisten Toren in der DEL. Durch seinen harten Schuss erhielt er von den Fans den Spitznamen „Mörser-Mike“.
- Alexander Engel
(1994–1997, Verteidigung)
Engel war der erste Kasseler Spieler, der für eine Nationalmannschaft auflief und unter anderem beim Deutschland Cup 1994 sportlich aktiv war. Mit den „Huskies“ gewann er 1997 die Vizemeisterschaft.
- Greg Johnston
(1994–1999, Sturm und Verteidigung)
Bis heute führt er unter anderem die teaminternen Scoring-Tabellen an und wurde unter Hans Zach als Allrounder eingesetzt. Er erhielt durch seine Tore und Assists den Spitznamen „Magic“ Johnston.
- Tino Boos
(1994–2000, Center)
Mit der Gründung der DEL wechselte Boos nach Kassel und wurde nach einigen Spielzeiten zum 85-maligen deutschen Nationalspieler. Von seinen bisher über 700 DEL-Spielen verzeichnet er mehr als die ersten 250 für die Kassel Huskies.
- Bruce Eakin
(1995–1998, Center)
Der 1981 gedraftete ehemalige Spieler der National Hockey League war in seiner Kasseler Zeit als Kapitän aktiv und wurde ebenso Vizemeister 1997. Er war besonders für sein gutes Bullyspiel und seine provokante Spielweise bekannt.
- Greg Evtushevski
(1995–2000, Center)
Der 1983 gedraftete Evtushevski war in Kassel für seinen Kampfgeist bekannt. „Shevi“, so wurde er wegen seines Nachnamens genannt, verzeichnete 150 Scorerpunkte und fast 400 Strafminuten in 208 Spielen für die Nordhessen.
- Daniel Kreutzer
(1998–2002, Center)
Der damals von Hans Zach nach Kassel geholte Youngster bestritt mehr als 220 DEL-Spiele für die „Huskies“ und entwickelte sich zum deutschen Nationalspieler. Von den Fans erhielt er den Spitznamen „Schnitzel“.
- Tobias Abstreiter
(1998–2006, Center)
Der ehemalige Nationalspieler bestritt in seinen sportlich aktiven acht Jahren bei den „Huskies“ über 400 DEL-Spiele und war einige Zeit als Mannschaftskapitän aktiv. Mit 221 Punkten führt er die teaminterne DEL-Scorerliste an.
- Ted Drury
(2003–2005, Center)
Der NHL Entry Draft von 1989 verzeichnete vor seiner Zeit in Kassel über 400 NHL-Spiele und war unter anderem für die damaligen Mighty Ducks of Anaheim sportlich aktiv. Zur Saison 2003/04 war er der zweitbeste Kasseler Scorer.
- Drew Bannister
(2005–2009, Verteidigung)
Der ehemalige NHL-Spieler, der bereits für Anaheim und Edmonton auflief, wurde in beiden Zweitliga-Spielzeiten zum besten Verteidiger der Liga gewählt und sorgte als Torschütze für den sportlichen Wiederaufstieg Kassels.
- Shawn McNeil
(2006–2009, Center)
Mit mehr als 120 Scorerpunkten in beiden Jahren der Zweitklassigkeit war der 1996 gedraftete kanadische Stürmer einer der teamintern besten Spieler bei den „Schlittenhunden“ und dominierte mit ihnen die zweite Bundesliga.

### Teilnahmen von Spielern am All-Star-Game
Einige Spieler und Trainer der Kassel Huskies wurden während ihrer Teamzugehörigkeit für das DEL All-Star-Game nominiert. Dies war ein Freundschaftsspiel, welches von 1998 bis 2009 jährlich stattfand und in dem die herausragendsten Spieler der Deutschen Eishockey Liga gegeneinander antraten.
| Name              | Position     | Teamzugehörigkeit    | Teilnahmen   | Team          |
| Tobias Abstreiter | Center       | 1998–2006            | 2002 u. 2004 | Deutschland   |
| Martin Bartek     | Stürmer      | 2008–2009            | 2009         | Europa        |
| Tino Boos         | Center       | 1994–2000            | 1999         | Deutschland   |
| Thomas Dolak      | Sturm        | 1998–2000            | 1999         | Deutschland   |
| Ted Drury         | Sturm        | 2003–2005            | 2004         | DEL All-Stars |
| Martin Hlinka     | Sturm        | 2005–2006            | 2006         | DEL All-Stars |
| Klaus Kathan      | Sturm        | 2000–2002            | 2000 u. 2002 | Deutschland   |
| Daniel Kreutzer   | Center       | 1998–2002            | 2002         | Deutschland   |
| Andreas Loth      | Sturm        | 1999–2004            | 1999 u. 2002 | Deutschland   |
| Nikolaus Mondt    | Center       | 1998–2000            | 1999         | Deutschland   |
| Stephan Retzer    | Verteidigung | 2001–2005            | 2004 u. 2005 | Deutschland   |
| Jeff Tory         | Verteidigung | 2001–2002            | 2002         | DEL All-Stars |
| Hans Zach         | Trainer      | 1995/96 u. 1998–2002 | 2002         | Deutschland   |

## Trainer
In den ersten Jahren nach Vereinsgründung war der Kanadier Danny Coutu als Trainer für die Eissportgemeinschaft Kassel aktiv. Mit ihm als ebenso aktiven Spieler schaffte die Mannschaft ihren ersten Aufstieg. Nachdem sich die ESG Kassel drei Spielzeiten nach Vereinsgründung für die Oberliga qualifiziert hatte, wurde sie anschließend vom Tschechen Jaromír Hudec und ein Jahr später von Anton Waldmann trainiert. Mit ihm spielte die „ESG“ bereits im zweiten Oberligajahr um den Aufstieg, der aufgrund von finanziellen Defiziten nicht wahrgenommen werden konnte. Erst im darauf folgenden Jahr gelang dies mit Trainer Jorma Siitarinen. Der Finne schaffte in seiner ersten Trainersaison 1982/83 den Aufstieg in die 2. Eishockey-Bundesliga.
| Saison                              | Trainer             |
| 1994/95                             | Ross Yates          |
| 1995/96                             | Hans Zach           |
| 1996–1997*                          | Gerhard Brunner     |
| 1997/98*                            | Bill Lochead        |
| 1998                                | Milan Mokroš        |
| 1998–2002                           | Hans Zach           |
| 2002/03                             | Gunnar Leidborg     |
| 2003/04*                            | Axel Kammerer       |
| 2004*                               | Mike McParland      |
| 2004/05                             | Milan Mokroš        |
| 2005/06*                            | Bernhard Englbrecht |
| 2006–2010                           | Stéphane Richer     |
| 2010                                | Dean Fedorchuk      |
| 2010/11                             | Milan Mokroš        |
| 2011/12                             | Jamie Bartman       |
| 2012–2013*                          | Ulrich Egen         |
| 2013*                               | Czesław Panek       |
| 2013–2014                           | Jürgen Rumrich      |
| 2014–2018*                          | Rico Rossi          |
| 2018*                               | Bobby Carpenter     |
| 2018–2022*                          | Tim Kehler          |
| 2022                                | Corey Neilson       |
| 2022–2024*                          | Bohuslav Šubr       |
| 2024*                               | Bill Stewart        |
| * In der laufenden Saison entlassen |                     |

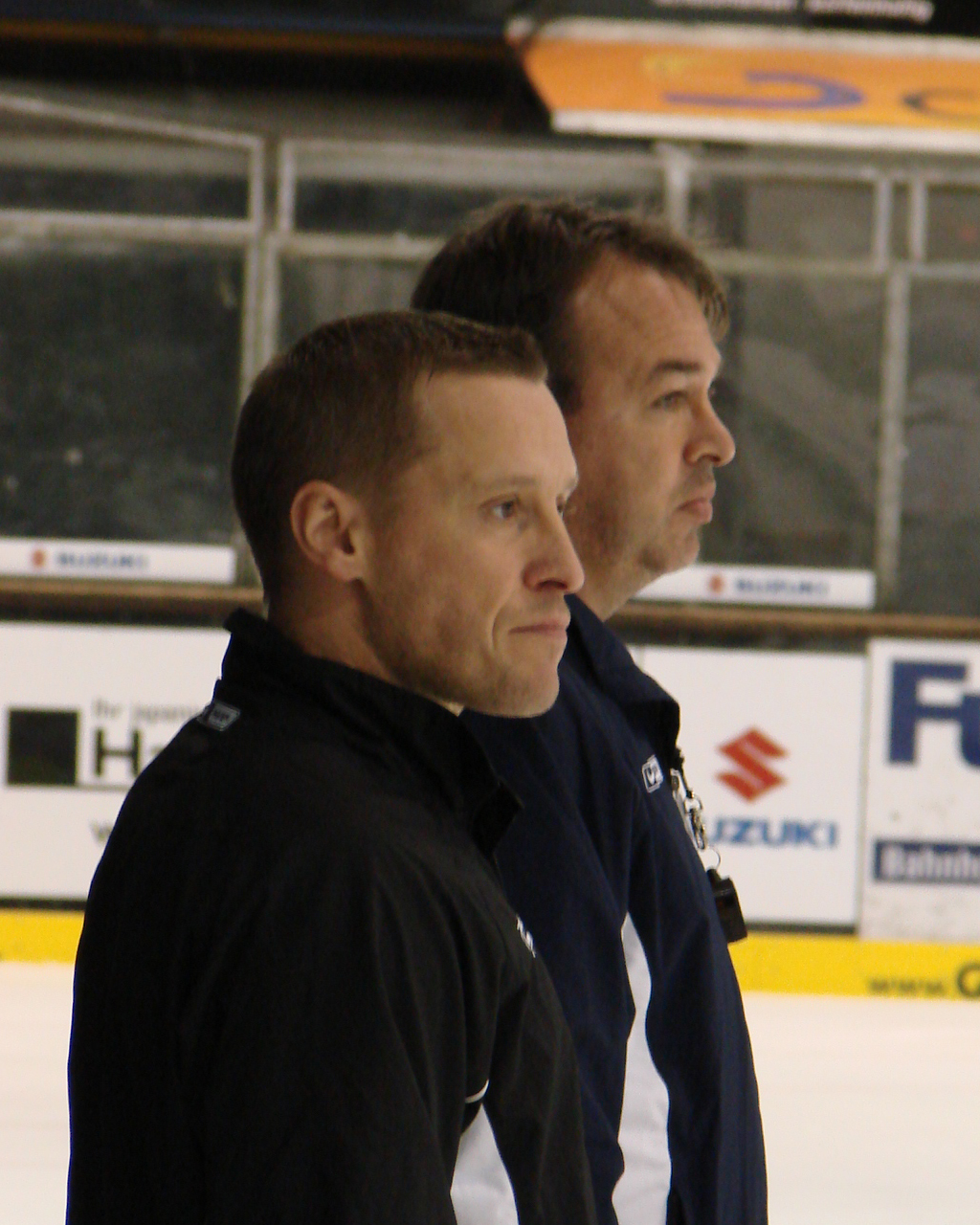
Stéphane Richer (hinten) mit dem früheren Sportdirektor Fabian Dahlem

Trotz des Erfolges übernahm zur ersten Spielzeit der Zweitklassigkeit der Tschechoslowake Jaromír Fryčer als Trainer den Verein. Fryčer etablierte sich mit Kassel in der zweiten Liga und schaffte zwei Jahre in Folge den Klassenerhalt, bis er zur Saison 1985/86 von Tore Hedwall abgelöst wurde. Der Trainer aus Schweden schaffte es anschließend zwei Mal, mit der „ESG“ um die Qualifikation zur 1. Bundesliga zu spielen. Mit den verpassten Aufstiegen und der hohen Investition in die Mannschaft der ESG Kassel, musste der Verein anschließend Konkurs anmelden.
Mit der Neugründung des Vereins übernahm in der darauf folgenden Saison Richard Piechutta den EC Kassel. Piechutta strukturierte den Verein neu und erreichte noch in seiner ersten und einzigen Saison die erneute Qualifikation zur 2. Bundesliga im Spieljahr 1988/89. Den erneuten Aufstieg schaffte erst der Spielertrainer Peter Roedger in der Saison 1989/90. Sowohl er als auch sein Nachfolger, der aus Russland stammende Sergei Nikolajew, mit dem Kassel den Klassenerhalt in der zweiten Liga feierte, trainierten den Verein ebenfalls nur ein Jahr.
Mit dem Polen Jerzy Potz war anschließend erstmals ein Trainer drei Jahre in Folge für den Verein tätig. Potz erreichte während seiner Tätigkeit von 1991 bis 1994 die erneute Qualifikation zur ersten Bundesliga und etablierte sich mit den Huskies zusätzlich in den neugegründeten Play-offs, als er mit dem „ECK“ 1993/94 die Zweitliga-Vizemeisterschaft feierte. Mit diesem Erfolg qualifizierte sich Kassel für die 1994 gegründete Deutsche Eishockey Liga, der neuen höchsten deutschen Spielklasse im Eishockey.
Mit der anschließenden Ausgliederung der Profimannschaft und der Umbenennung in Kassel Huskies hatte der Club zum ersten Mal einen nordamerikanischen Trainer. Der Kanadier Ross Yates erlangte mit den „Huskies“ in der ersten DEL-Saison das Play-off-Viertelfinale. Den gleichen Triumph verzeichnete im Jahr darauf ebenso Hans Zach, der – wie sein Vorgänger – die Mannschaft aus Kassel nur ein Spieljahr trainierte.
Zur Saison 1996/97 wechselte Gerhard Brunner zu den Kassel Huskies. Brunner erlangte mit den „Schlittenhunden“ den bisher größten sportlichen Erfolg und gewann die deutsche Vizemeisterschaft. Zusätzlich wurde er in seiner ersten Saison für Kassel zum „Trainer des Jahres“ gewählt. Trotz des großen Erfolges, verlief die darauf folgende Saison weniger erfolgreich für Kassel und Brunner sowie sein kurzzeitiger kanadischer Nachfolger Bill Lochead mussten den Verein noch während der laufenden Saison verlassen. Ein ehemaliger Spieler für die „Huskies“, der Tschechoslowake Milan Mokroš, übernahm die Mannschaft anschließend bis zum Ende der Saison.
Mit Beginn des Spieljahrs 1998/99 kehrte Hans Zach erneut nach Kassel. Zwar qualifizierte er sich in seiner ersten Spielzeit ebenfalls nicht für die Play-offs, dennoch etablierte er sich in der nächsten Saison in der DEL-Endrunde und erreichte daraufhin drei Jahre in Folge das Play-off-Halbfinale. Durch den großen Erfolg als Trainer wurde er von den Kölner Haien abgeworben und verließ 2002 den Verein.
In den folgenden Jahren qualifizierten sich weder der Schwede Gunnar Leidborg in der Saison 2002/03, noch Axel Kammerer, der noch während der laufenden Spielzeit 2003/04 gekündigt wurde, für die Endrunde der DEL. Kammerers Nachfolger, der Kanadier Mike McParland, gewann zwar im Jahre 2004 mit den „Huskies“ den Vize-Pokalsieg, jedoch wurde er während der darauf folgenden Saison entlassen. Erneut war Milan Mokroš für den Rest der Spielzeit 2004/05 in Kassel tätig und musste zum ersten Mal in der Vereinsgeschichte Kassels nach elf Jahren DEL-Zugehörigkeit in den Play-downs um den Abstieg spielen.
Mit Mokroš stieg Kassel 2005 sportlich zwar in die zweite Liga, verzeichnete jedoch den Klassenerhalt am Grünen Tisch. Zur Saison 2005/06 übernahm Bernhard Englbrecht den Verein als Trainer, dennoch er sich in Kassel nicht durchsetzen. Noch im Januar 2006 wurde er durch Stéphane Richer ersetzt. Ebenfalls mit Richer unterlag Kassel erneut in den Play-downs und musste diesmal endgültig in die 2. Bundesliga absteigen.
Von 2006 bis 2010 war Stéphane Richer als Trainer bei den Kassel Huskies tätig, dominierte mit ihnen in zwei Spielzeiten die zweite Liga und stieg in der Saison 2007/08 mit den „Schlittenhunden“ erneut in die DEL auf. Mit dem Aufstieg überwand er in der DEL auch die finanzielle Krise und Kassel. Aufgrund der schlechten finanziellen Situation und der geringen Perspektive, verlängerte Richer jedoch seinen auslaufenden Vertrag in Kassel nicht und verließ den Verein zum Ende der Spielzeit 2009/10. Fabian Dahlem, sein ehemaliger Co-Trainer, übernahm daraufhin das Amt des Sportdirektors.
In der Saison 2012/13 wurden die Huskies von Ulrich Egen trainiert. Kurz vor Beginn der Saison 2012/14 wurde dieser aber entlassen.

## Kooperationsverein
In ihrer Funktion kümmert sich die Eishockey Jugend Kassel nicht nur um den Eishockeynachwuchs, die unter dem Namen Kassel Young Huskies aktiv sind, sondern betreut auch die Damenmannschaft, die den Namen Kassel Huskies Ladies trägt. Darüber hinaus verantwortet sie die 1b-Mannschaft, die als Kassel 89ers auf dem Eis steht. Da der EJK e. V. an der privaten KSE GmbH keine Anteile hält, handelt es sich rechtlich nicht um den Stammverein der GmbH. Zwischen EJK und KSE existiert lediglich ein gemäß DEL2-Lizenzordnung vorgeschriebener Kooperationsvertrag.

### Young Huskies
Die Kassel Young Huskies – bis 2009 noch als EJ Kassel bekannt – sind der Nachwuchsverein der „Schlittenhunde“ und bestreiten ihre Spiele, je nach Altersklasse, in unterschiedlichen Ligen. Sie gehören zum Stammverein der Eishockey Jugend Kassel e. V. und bestehen aus sechs Jugendmannschaften, die von den Kleinstschülern bis zu den Junioren reichen. Sowohl die Jugend, als auch die Junioren spielen in der jeweiligen Bundesliga Nord ihrer Altersklasse. Der Gesamtverantwortliche für die Nachwuchsmannschaft ist Milan Mokroš, der ehemalige Spieler und Trainer der Profimannschaft.
Den bisher größten Erfolg erlangte die Jugend der Nachwuchsmannschaft mit dem damaligen Trainer Horst Fahl im Jahre 2004 als Deutscher Meister. Für die damalige Mannschaft der EJ Kassel lief ebenso Alexander Heinrich, der Sohn der Kasseler Eishockeylegende Herbert Heinrich, auf; er war für die Profi-Mannschaft der „Huskies“ sportlich aktiv.

### Kassel Huskies Ladies
Die Kassel Huskies Ladies (ehemals: Ice Cats Kassel) sind die Damenmannschaft des Stammvereins. Sie spielten in der Saison 2007/08 in der Damen-Landesliga Hessen und erreichten vor den Damenmannschaften der SG Trier-Bitburg sowie des RSC Darmstadt den ersten Platz und wurden Hessenmeister.
Trainiert werden die Kassel Huskies Ladies von Fred Pottek, betreut von Kai Sturm.
Die Mannschaft der Damen wurde 1987 gegründet und startete in der Landesliga Nord-Ost als EC Kassel unter demselben Namen wie die Herrenmannschaft. Den bisher größten Erfolg erlangten sie in der Spielzeit von 1994 bis 1996, in der sie in die 2. Damenliga Nord aufstiegen und dort zwei Jahre lang mitspielten. Im Jahre 1997 wurde die Damenmannschaft vorerst aufgelöst, bis sie 2007/08 als Ice Cats Kassel wieder in der Landesliga Hessen antrat und 2024 in Kassel Huskies Ladies umbenannt wurde.

## Spielstätten

### Eissporthalle

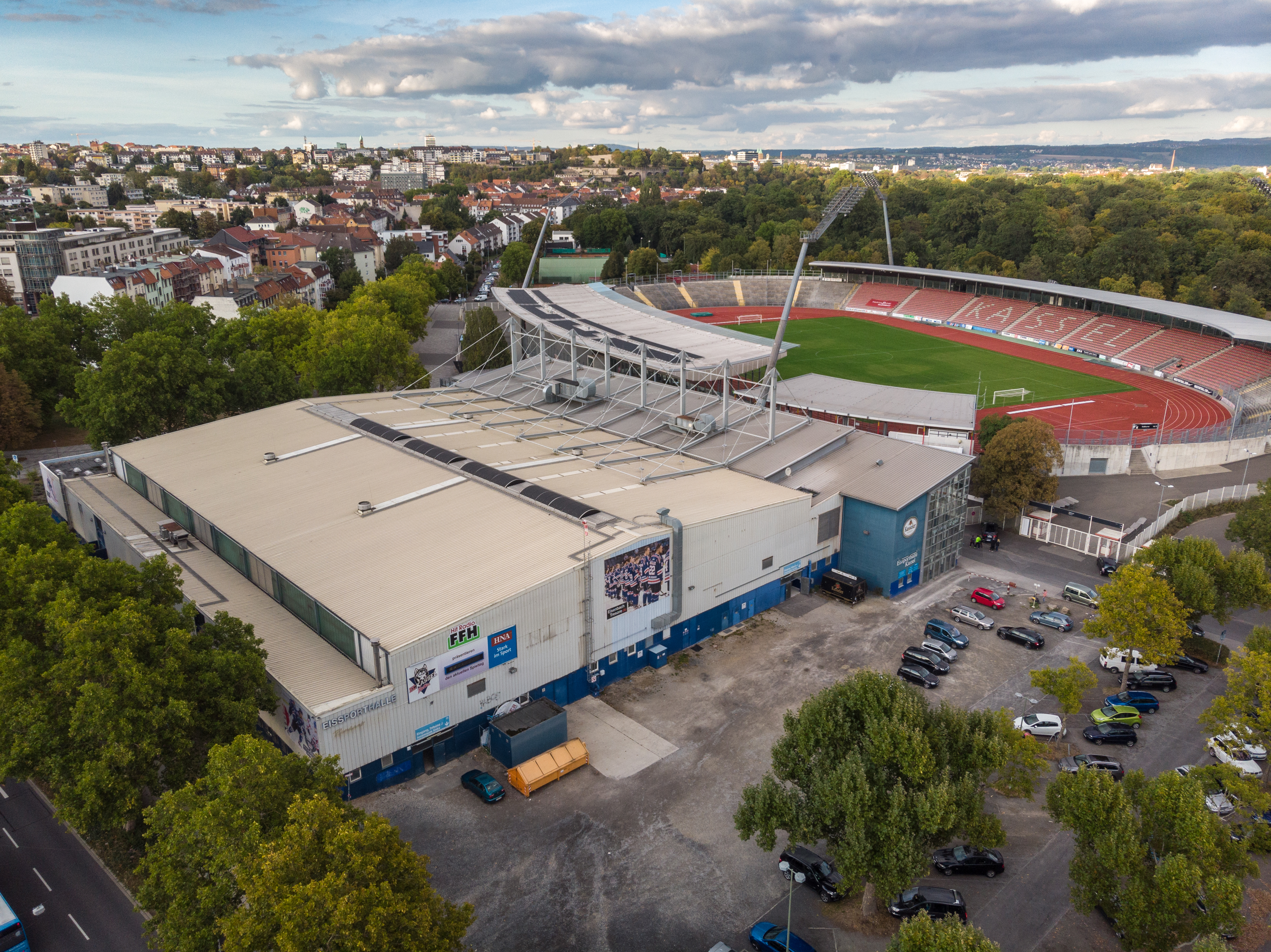
Luftbild der Eissporthalle (2018)

Seit der Vereinsgründung am 19. Februar 1977 existiert die Eissporthalle in Kassel. Die von Edith und Simon Kimm konzipierte Spielstätte machte es von Beginn an mehr als 3.000 Zuschauern möglich, die Spiele der damaligen ESG Kassel zu verfolgen. Im Jahr 1995 wurde die Zuschauerkapazität der Halle auf 6.100 Plätze, davon 2.720 Sitz- inkl. 250 Logenplätze, erweitert und bot den heutigen Kassel Huskies schon zum Start der Deutschen Eishockey Liga einen beachtlichen Zuschauerschnitt.
Trotz der Zweitligazugehörigkeit in der Spielzeit 2007/08 kamen insgesamt 122.398 Zuschauer zu den 34 Heimspielen der „Huskies“. Durchschnittlich waren es 3.123 in der Vorrunde und 5.151 Besucher in den Play-offs pro Heimspiel.
Neben dem Eishockeysport bietet die Kasseler Eissporthalle zudem die Möglichkeit, in der Wintersaison den Gästen das Schlittschuhlaufen zu erlauben.
Seit August 2023 heißt die Halle offiziell Nordhessen Arena.
| Saison  | Hauptrunde              | Hauptrunde              | Hauptrunde              | Playoffs                | Playoffs                | Playoffs                |
| ------- | ----------------------- | ----------------------- | ----------------------- | ----------------------- | ----------------------- | ----------------------- |
| Saison  | Heimspiele              | Zuschauer               | Zuschauer pro Spiel     | Heimspiele              | Zuschauer               | Zuschauer pro Spiel     |
| 2024/25 | 26                      | 112.617                 | 4.331                   | 5                       | 25.185                  | 5.037                   |
| 2023/24 | 26                      | 100.833                 | 3.878                   | 10                      | 53.731                  | 5.373                   |
| 2022/23 | 26                      | 83.197                  | 3.200                   | 5                       | 26.043                  | 5.209                   |
| 2021/22 | 23                      | 41.331                  | 1.797                   | 4                       | 13.462                  | 3.366                   |
| 2020/21 | keine Zuschauer erlaubt | keine Zuschauer erlaubt | keine Zuschauer erlaubt | keine Zuschauer erlaubt | keine Zuschauer erlaubt | keine Zuschauer erlaubt |
| 2019/20 | 26                      | 89.187                  | 3.430                   |                         |                         |                         |

### Neue Arena
Zeitweise wurde zwischen den Kassel Huskies und dem Handball-Bundesligisten MT Melsungen über den Neubau einer Multifunktionshalle – der Nordhessen-Arena – debattiert. Die Stadtverordnetenversammlung beschloss am 29. Januar 2007 mit großer Mehrheit den Bebauungsplan dieser Arena offenzulegen.
Über einen genauen Fertigstellungszeitpunkt der 40 Mio. Euro teuren Nordhessen-Arena, die ein Fassungsvermögen von 9.000 Zuschauern haben und die sportliche Heimstätte der Kassel Huskies und der MT Melsungen werden sollte, wurde bereits spekuliert.
Das „Projekt Multifunktionshalle“ drohte bereits mehrfach zu scheitern, ohne jedoch endgültig zu den Akten gelegt zu werden. Zudem bekundete der Automobilhersteller Volkswagen Interesse an den Namensrechten der Arena. Da der Fortbestand der Kassel Huskies für die Planung der Multifunktionshalle von Bedeutung war, engagierte sich unter anderem Volkswagen Original Teile über einen längeren Zeitraum als Hauptsponsor.
Alle Pläne konnte bislang jedoch nicht realisiert werden, und aktuell (2023) ist der Bau einer neuen Arena nicht in der Diskussion. Stattdessen wurde seit 2021 umfangreich in die Erneuerung der Eissporthalle investiert, daher wird diese – unter dem neuen Namen Nordhessen Arena – auf absehbare Zeit die Heimspielstätte der Huskies bleiben.

## Vereinskultur

### Fans und Anhänger

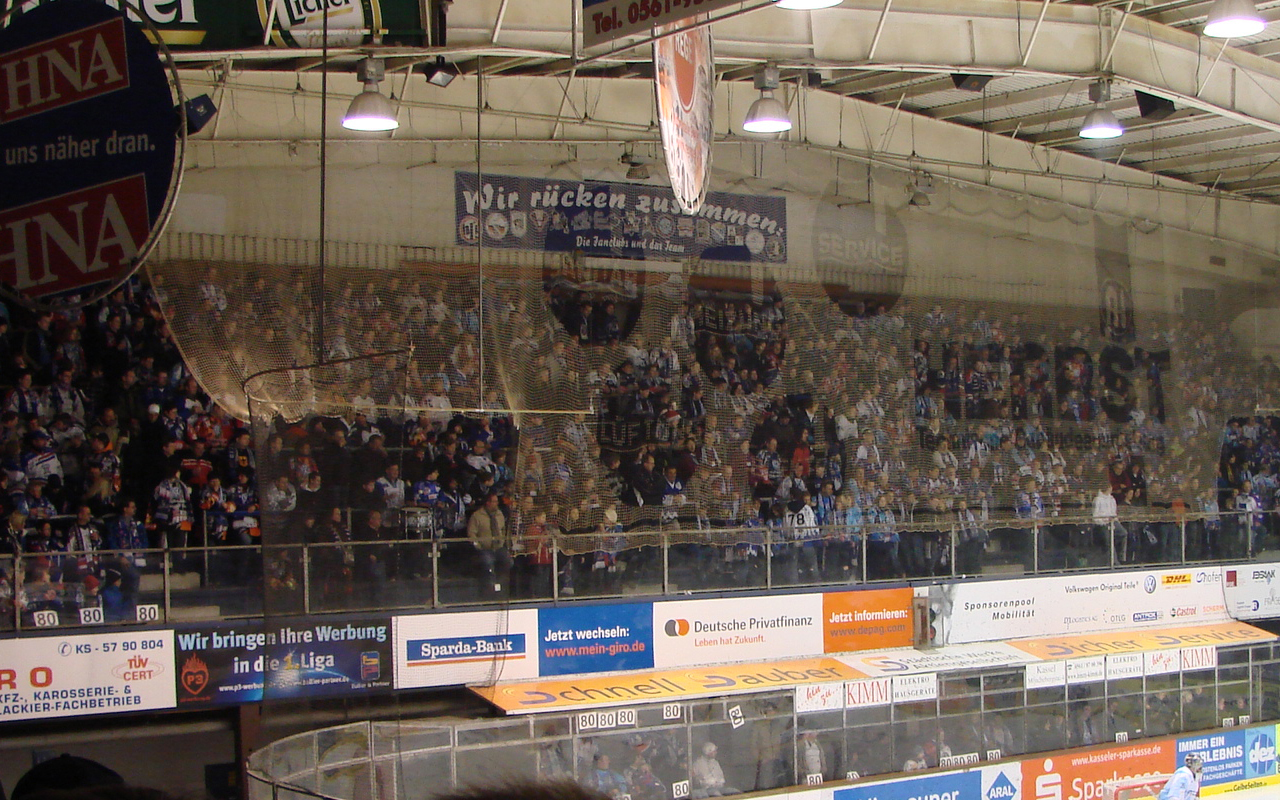
Der sogenannte „Heuboden“ ist die Stehplatztribüne in Kassel

Rund um den Kasseler Eishockeyverein gründeten sich 20 offizielle Fanclubs, die vor allem aus der Region Nordhessen, aber auch aus Südniedersachsen und Osthessen kommen. Zusätzlich zu den organisierten Fanclubs bestehen Fanvereinigungen, wie unter anderem die auf dem „Heuboden“. So nennen sich die Blöcke, die die komplette Stehplatztribüne hinter einem der Eishockeytore beschreiben. Hier erreichen mehrere Capos akustisch im Idealfall das ganze Stadion und sorgen für einheitliches Singen und Rufen von Sprechchören. Mit der Abbildung des Heubodens auf dem Trikot 2013/14 wurde die Verbundenheit zwischen Verein und Fans unterstrichen.
Als „treuester Fan“ der Schlittenhunde galt 30 Jahre lang Liesel Burk. Die als „Oma Liesel“ bekannte Anhängerin, die am 16. Juli 2010 im Alter von 85 Jahren verstarb, war die einzige Frau, die regelmäßig Zutritt zur Mannschaftskabine der „Schlittenhunde“ erhielt. Sie versorgte die Spieler wöchentlich mit Kuchen und war sowohl bei den Fans als auch bei Spielern und Trainern äußerst bekannt.

### Rivalitäten
Außerhalb des Stadions existiert die Rivalität zwischen den Städten Kassel und Frankfurt. Diese wird durch die Fans auch auf die sportliche Ebene gebracht, so dass sowohl im Fußball die Spiele des KSV Hessen Kassel und dem FSV Frankfurt als auch die Eishockeybegegnungen zwischen den Kassel Huskies und den Frankfurt Lions bzw. seit 2010 mit deren Nachfolgeverein Löwen Frankfurt mit einer Tradition verbunden sind.
Das erste Duell der beiden hessischen Rivalen fand in der Oberliga-Saison 1980/81 zwischen den damaligen ESG Kassel und Eintracht Frankfurt statt. Auch in der obersten deutschen Spielklasse sowie in jüngster Zeit in der DEL2 bestritt die Mannschaft viele weitere Partien gegen die Frankfurter. Beide Teams wurden 1994 in die neu gegründete DEL eingegliedert und trafen gleich in den ersten beiden Jahren in den Play-offs aufeinander.
Ein ebenso für die Geschichte der DEL bedeutendes Spiel zwischen den „Huskies“ und den „Lions“ fand im Dezember 1997 statt. In dieser Partie gegen den Erzrivalen aus Frankfurt wurden insgesamt 242 Strafminuten verteilt und alleine das erste Drittel dauerte fast zwei Stunden.
Ein besonderes Hessen-Derby war das Eröffnungsspiel zur Saison 2016/2017 in der Frankfurter Commerzbank-Arena. Vor 30.000 Zuschauern, davon 8.000 mitgereiste Anhänger aus Nordhessen, fand zum ersten Mal ein Duell unter freiem Himmel statt, welches die Kasseler mit 5:4 zu ihren Gunsten entschieden.
Daneben besteht in den letzten Jahren, bedingt durch die zahlreichen Duelle in der Oberliga und der DEL2 seit 2011, zunehmend auch eine starke Rivalität zum EC Bad Nauheim.

### Partnerschaften

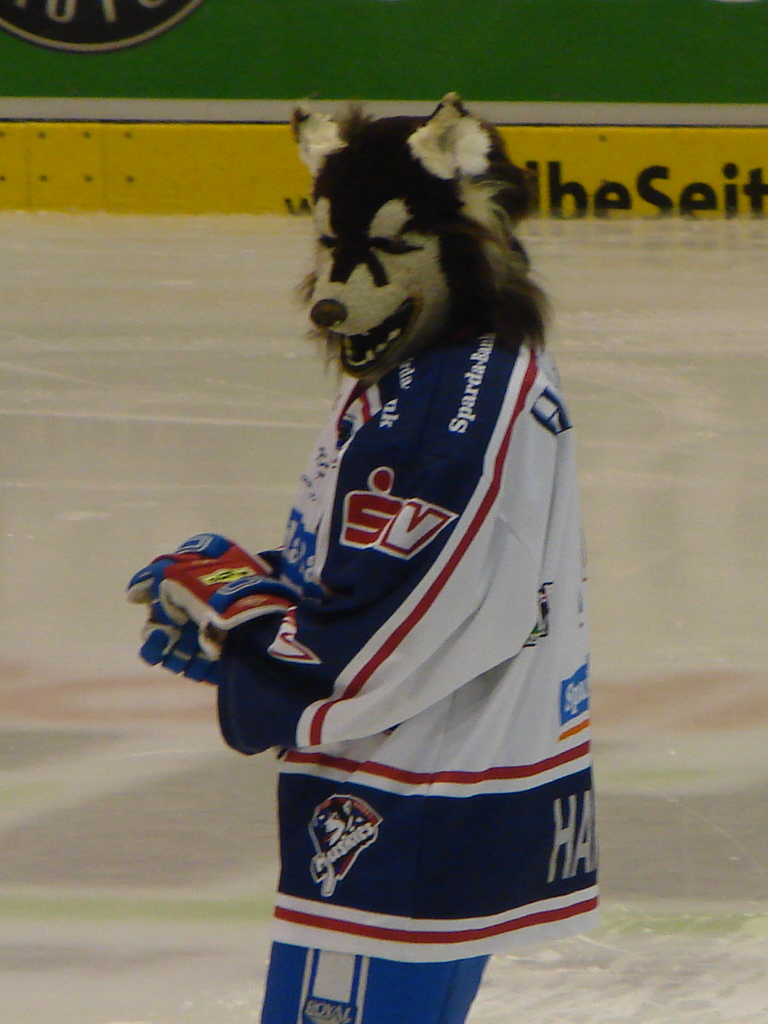
Das Kasseler Maskottchen

Mit den Eispiraten Crimmitschau führten die Kassel Huskies während der DEL-Zugehörigkeit eine Partnerschaft im Bereich der Nachwuchsspieler. Junge Spieler mit einer Förderlizenz, die es noch nicht in den Kader der Huskies geschafft hatten, wurden an die Eispiraten ausgeliehen, um dort Spielpraxis zu sammeln.
Eine weitere Partnerschaft besteht zudem mit dem Radiosender Hit Radio FFH. Dieser überträgt gelegentlich Spiele der Kassel Huskies. Im letzten Spiel des Play-off-Finales der 2. Bundesliga am 25. April 2008 gegen die Landshut Cannibals hörten 61.000 Fans die Live-Übertragung der „Huskies“, als Kassel sportlich wieder in die Deutsche Eishockey Liga aufstieg.

### Maskottchen
Das traditionelle Erkennungsmerkmal der Kassel Huskies ist seit der Auslagerung der Profimannschaft im Jahre 1994 der Siberian Husky. Der Husky dient nicht nur als Namensgeber der „Schlittenhunde“, sondern ist zudem als Maskottchen ein wichtiger Bestandteil im Bereich des Merchandisings.
Vor und nach den Heimspielen sowie während der Drittelpausen betritt es als Schlittschuhläufer im Husky-Plüschkostüm die Eisfläche und dient der Unterhaltung der Zuschauer. Ebenso überreicht es bei besonderen Veranstaltungen Pokale und Auszeichnungen vor und nach den Eishockeyspielen.
Seit 2015 ist das alte Maskottchen durch „Herkules“ ersetzt worden.